# 白山比咩神社

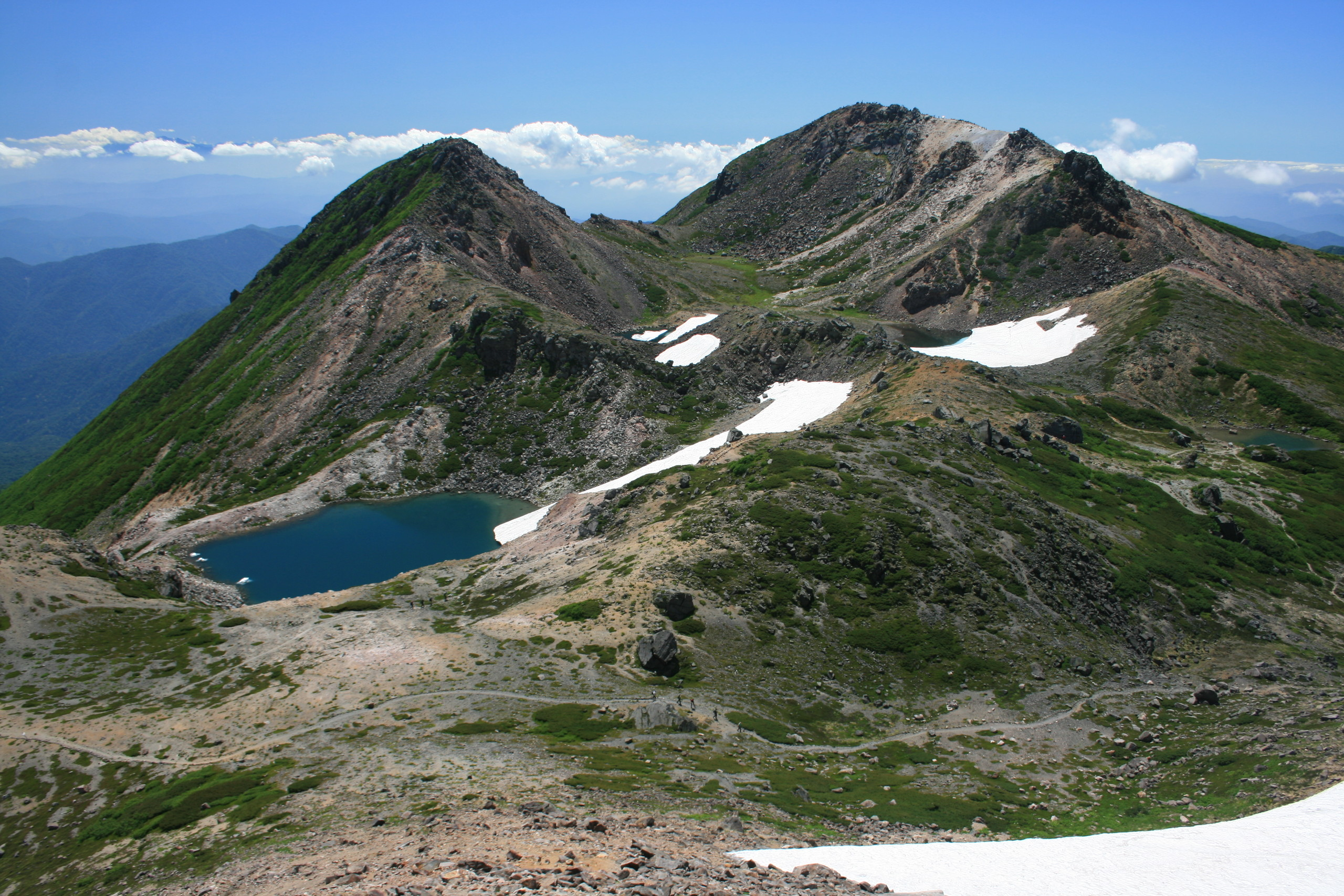
神体とする白山

白山比咩神社（しらやまひめじんじゃ）は、石川県白山市三宮町にある神社。式内社、加賀国一宮。旧社格は国幣中社で、現在は神社本庁の別表神社。
全国に2,000社以上ある白山神社の総本社である。通称として「白山（しらやま）さん」「白山権現」「加賀一の宮」「白山本宮」とも。神紋は「三子持亀甲瓜花」。

## 概要
石川県・福井県・岐阜県の県境に位置する白山（標高2,702m）の山麓に鎮座し、白山を神体山として祀る神社である。
元は、手取川の畔にある現在の古宮公園の場所に鎮座していたが、室町時代に火災で焼失し、現社地に遷座した。また白山山頂の御前峰には奥宮も鎮座し、山麓の社殿はこれに対して「下白山」または「白山本宮」と呼ばれていた。
境内には国宝の刀剣（銘 吉光）のほか、重要文化財が多数伝えられている。

## 祭神
主祭神は以下の3柱。
- 白山比咩大神 - 菊理媛神（くくりひめのかみ）と同一神とされる。
- 伊邪那岐尊
- 伊弉冉尊

## 歴史

### 概史
白山は日本三霊山にも数えられ、古代から崇敬の対象であった。社伝由緒によれば、崇神天皇の時代に白山を遥拝する「まつりのにわ」が創建された。元正天皇の霊亀2年（716年）に安久濤の森に遷座して社殿堂塔が造立された、と伝わる。
養老元年（717年）に越前の修験僧・泰澄大師によって白山に登って開山。主峰・御前峰に奥宮が創建され、白山妙理大権現が奉祀された、と伝わる。
史料文献初出は、白山比咩神（しらやまひめのかみ）は仁寿3年（853年）10月に従三位に初叙された。
以後、一宮制度で加賀国一ノ宮と定められ、白山本宮・加賀一ノ宮の白山比咩神社は、平安時代中期から鎌倉時代を経て、室町時代前期に至る約500年間栄えた。
また、白山信仰の禅定道の拠点、加賀馬場・白山比咩神社、越前馬場・平泉寺白山神社、美濃馬場・長滝白山神社のうちの加賀馬場（ばんば）として、白山山頂の管理や入山料の徴収などの利権で潤った。
しかし康正元年（1455年）以降加賀国に入った本願寺の加賀一向一揆のため年貢米が得られなくなり困窮した状況で、文明12年（1480年）に大火により全焼する。
長享2年（1488年）三宮の地を本宮鎮座の地と定める。
享禄4年（1531年）加賀一向一揆の戦乱で再び社殿を焼失し白山衆徒は廃絶、社殿は再興できず長く荒廃した。
文禄5年（1596年）白山本宮の社殿堂塔復興の綸旨を受けた前田利家により復興がなされた。社名を白山本宮である白山比咩神社、神宮寺の白山寺も復興・併設、江戸時代は加賀藩主が社の経営をみるところとなった。
江戸時代全期にわたり、白山嶺上の祭祀権（社家権利、札発行、梵字押捺の勧進）と室管理（賽銭収入）を巡って「白山争議」が何度も起きた。尾添村と高野山真言宗、牛首村・風嵐村と越前馬場の平泉寺・比叡山天台宗、美濃馬場の越前国大野郡石徹白、それに巻き込まれた白山本地中宮長瀧寺（現 長滝白山神社・長瀧寺）の間で訴訟が起きた。幕府寺社奉行所の裁決が繰り返され、平泉寺の権利に移っていった。
明治時代の神仏分離令により、白山寺は廃され、白山本宮・加賀一ノ宮の「白山比咩神社」と号した。そして歴史史料が調査され、加賀の白山比咩神社・越前の平泉寺白山神社・美濃の長滝白山神社の3社から「延喜式神名帳」に記載された加賀の白山比咩神社が最も古く、全国の白山神社の総本社とされ、白山天嶺の地は本社境内となり奥宮が置かれた。越前・美濃は分霊された白山神社とされた。越前・美濃の白山神社より勧請を受けた他の白山神社も、加賀の白山比咩神社の分霊社に由諸を書き換えた、とされる。
第二次世界大戦後、白山比咩神社は白山神社の総本社として神社本庁の別表神社となり、白山頂上の奥宮を中心とする約3000ヘクタールの広大な地域を本社境内として無償譲与を受け、現在に至る。平泉寺白山神社・長滝白山神社もそれぞれ「白山神社の総本社」を名乗る。
明治42年（1909年）7月23日に御鎮座二千年式年大祭が執行された。昭和33年（1958年）10月3日に御鎮座二千五十年式年大祭が執行された。昭和55年（1980年）10月3日に古宮から三宮の地への御本宮遷座五百年式年大祭が執行された。平成20年（2008年）10月7日に御鎮座二千百年式年大祭が執行された。
平成29年（2017年）、泰澄による白山開山1300年記念奉祝大祭（8月9日～11日）を開催した。

### 白山比咩神の始まり
広い平野から青く霞む山々の上に白く輝く白山（しらやま）は、古代から農作における水の恵みの神、神体山として遥拝され、沖の漁と航海には山だめの標であったと伝わる。
「白山（しらやま）さん」と大和言葉で親しまれ白山比咩大神様（しらやまひめのおおかみさま）を祀り白山本宮である加賀一ノ宮の白山比咩神社（しらやまひめじんじゃ）の創建は、社伝では神話の時代に近い崇神天皇7年（前91年） 舟岡山に「まつりのにわ」が祀られてからとされ、応神天皇28年（297年）に十八講河原に下り、洪水で度々流失した、と伝わる。元正天皇の霊亀2年（716年）に勅命で他所より高い安久濤の森に遷り社殿造立があり、嘉祥元年（848年）45棟の社殿堂塔が整ったと伝わる。
平安時代、延喜年間の「延喜式神名帳には白山比咩（しらやまひめ）神社は加賀国石川郡10座中の筆頭に掲載される。
文献史料の確実な初出は、仁寿3年（853年）10月に従三位に初叙された。貞観元年（859年）正月27日には正三位に昇叙せられた。平安時代は、天皇即位の一代一度大神宝使・大奉幣使を京畿七道諸神の1神として受けていた神でもあった。
社伝「白山之記」（「白山縁起」以下同じ。長寛元年（1163年）では、内の鳥居は樫高（白山市鶴来地区）、二の鳥居は槻橋（白山市月橋町）、総門は北陸道の神符小河にあり、旅人は総門で白山を遥拝して通り、また神符を受けたと伝える。社伝はさらに長和5年（1016年）に加賀国7つの湊から贄を受け豊漁祈願の御贄講祭が始ったと伝わる。
平安時代末期（11世紀末）、加賀国禅定道筋の白山系社堂（加賀馬場）の中心的存在であった当社は加賀国一宮とされ、一国の神社を代表とする立場から勧農を目的とした国衙祭祀を行った。白山を祭る社である白山本宮として、末社・関係社はこの時代に越後（新潟県）・能登・加賀（ともに石川県）まで広く存在した、と伝わる。

### 神仏習合
平安時代中期（9世紀頃）になると、延喜年間頃から神祇は権化で仏が本地の本地垂迹説の仏教理論が生まれた。修験道が日本各地の神地神山を道場に選び、天台宗と真言宗に属した山霊の神秘による修行で病災を除く霊験祈祷力の体得を目指す行者達が増えるに従い、白山比咩神社の「加賀の白山」も自然崇拝の山から修験者の山岳修行の地になり、神仏習合思潮に彩られた修験の霊場へと変質を遂げるようになった。
現在本社境内のある白山山頂へは、天長9年（832年）ごろに白山の加賀馬場・越前馬場・美濃馬場が開かれたとされ、加賀・越前・美濃3国それぞれから山頂に至る登山道（禅定道）が開かれ、それぞれの道筋に宗教施設（社堂）が次第に調えられていった。白山本宮（白山比咩神社の別名）は歴史的に「加賀の白山」として修験道に深いかかわりを受け、平安時代中期から鎌倉時代、室町時代前期まで約500年間栄えた。
久安3年（1147年）4月に、越前禅定道筋の社堂（白山越前馬場）の中心である平泉寺が延暦寺末寺化の動きを示すと、白山比咩神社の神宮寺、白山寺も同月に延暦寺山門別院となり（白山之記）、比叡山の地主神・日吉七社に倣い、本宮・金剱宮・三宮・岩本宮・中宮・佐羅宮・別宮という白山七社を形成した。
加賀馬場において、古代はこの地方の豪族、上道氏が神主、長吏は藤原氏の末裔、院主には功労で順次就任した。江戸時代幕末まで白山本宮長吏の役は白山本宮と白山寺を統括し、かつ白山七社惣長吏を兼帯し、他の6社の長吏と馬場全体を統括した。惣長吏は僧名に「澄」の通字を用いて真弟（実子）相続の結縁的な世襲制であった。仏教施設も加賀国 白山信仰の仏教寺院として、白山五院（山代庄：石川県加賀市内）・中宮八院（軽海郷：石川県小松市を中心）・三ヶ寺 が整った、と「白山之記」に伝わる。

### 各書が伝える白山の神仏習合
各書が伝えるところでは、山岳を跋渉して修行した越前の僧・泰澄が養老2年（718年）修験修行により、白山の地で白山比咩神として崇敬されていた白山妙理権現に感応し白山（しらやま）に登山して本地仏 十一面観音の出現を観じてからとされ、白山開山し、白山の主峰・御前峰に奥宮が創建され、神仏習合の白山妙理権現（はくさんみょうりごんげん）が奉祀された。
また鎌倉時代中期 建長3年（1252年）編纂の仏教書「日本高僧伝要文抄」 東大寺尊勝院主 宗性 著には、元慶2年（878年）春に僧賢一が白山に入った、と伝わる。
鎌倉時代末期～南北朝時代 元亨2年1322年編纂の初の公式仏教史「元亨釈書」では泰澄が白山に至って白山妙理大菩薩を感じ、白山で幾年もの修行を重ねた、と伝えた。「白山之記」では花山院も白山に参拝したと伝える。

### 平安末期の繁栄から室町時代の衰亡
平安時代中期から鎌倉時代を経て室町時代前期には繁栄期を迎え、白山比咩神社は社伝の神祇縁起書だけでなく記録に残る仏教界の高僧たちからの崇敬・公的著作でも知られた。安元3年（1177年）には白山衆徒による佐羅宮・白山本宮・金剱宮の神輿三基の京都への愁訴と日吉大社入りの白山事件を起こした。
鎌倉時代には南宋留学から帰国した曹洞宗開祖道元は当社に来て社に伝わる神書を書写した。
鎌倉末期の編纂書、代表的な神仏習合神 八幡神の信仰書「八幡宇佐託宣集」には宇佐八幡大菩薩の祖神は加賀国から宇佐八幡の奥宮、大元神社 の馬城峯（まきのみね）に飛来した白山権現とされ、書の図では馬城峯にある禁足の庭には白山を示す3つの石があったとされた。
元亨釈書には白山明神は伊勢神宮天照大神の祖神（伊弉諾尊・伊弉冉尊）、「元亨釈書和解」でさらに伊弉冉尊を改め菊理姫、と記された。
しかし室町時代中期以降は急速に衰亡した。白山本宮が鎮座する味智郷（みちのごう）でも富樫氏など武士の勢力が強くなり、白山七社の結び付きが弱まった。さらに康正元年（1455年）以降越前国から加賀国に入った本願寺一向一揆門徒の勢力確立で神給田からの年貢を得られなくなり日々の祭祀にも困窮した。白山本宮は文明12年（1480年）10月16日の 今町 公人 道徳家からの大火延焼で神社・神宮寺が全焼 破壊され、社家・寺家は共に御神体・御本尊を三宮の地に避難。翌17日には京都朝廷に注進したが、朝廷自体も応仁の乱終息直後の荒廃で窮乏を極めており朝廷による再興は叶わず、末社三宮の鎮座地（現社地）に遷座したまま100年間余り衰亡した。一向一揆の加賀国支配と内部抗争の戦乱により白山衆徒はほとんど廃絶し、世俗的権力は衰微し、社頭も荒廃したと伝わる。

### 江戸時代、社殿堂塔復興以降
白山本宮の社殿堂塔復興は、安土桃山時代に正親町天皇から白山宮復興の綸旨を受けた前田利家により、避難先の三宮の地で再建が始まり文禄5年（1596年）に竣工した。
再建後の江戸時代は加賀藩主が神社の経営をみ、加賀一ノ宮・白山本宮である当社の神社社殿、そして社頭境内北側には神宮寺として白山寺 本地堂（現在の北参道境内・白光苑周辺）が建立された。この時代、白山比咩神社は小松の天満宮と共に前田家にとって特別な存在であり白山寺は江戸時代中頃に社の経営をみる加賀藩前田家が珠姫の菩提寺高野山 天徳院の大檀那である縁で真言宗に転じたと伝わる。
白山山麓 山内庄では江戸時代に白山争議（白山争論）（後述）が繰り返された。享保年間の「白山争議（白山争論）」の際に越前に祭神を譲り渡し廃止された社も出た。
江戸時代後期になると、遠く江戸の民衆にも加賀国石川郡白山権現への信心が知られたという。

### 明治時代以降
明治時代、王政復古 明治維新政府の神仏分離令により、白山比咩神社は白山比咩大神（しらやまひめおおかみ）（＝菊理媛尊）・伊邪那岐尊・伊弉冉尊の3祭神を祀り、社名を古代『延喜式神名帳』に記載された古来の白山本宮・加賀一ノ宮である「白山比咩神社」とし、神宮寺の白山寺を廃した。
史料調査によれば、3社のうち『延喜式神名帳』に記載されたのが加賀国の白山比咩神社だけであったため、当社が全国の白山神社の総本社とされ、越前・美濃は分霊された白山神社とされた。越前・美濃の白山神社より勧請を受けた他の白山神社も、加賀の白山比咩神社の分霊社と由諸を書き換えた。
第二次大戦後は、越前平泉寺白山神社・美濃長滝白山神社の両白山神社も「白山神社の総本社」を名乗る。白山比咩神社は伊勢の神宮の神社本庁に入り、歴史の古い別表神社となり、国から白山頂上の奥宮を中心とする約3000ヘクタールの広大な地域を本社境内として無償渡与を受け、境内管理し現在に至る。

### 社近くの古代禅定道
加賀禅定道は江戸時代までには現在知られる形に開かれ整備されたが、文明12年（1480年）の白山本宮全焼と享禄4年（1531年）の加賀一向一揆内紛の享禄の錯乱で白山衆徒は滅亡し絶えた。江戸時代前期、白山本宮の長吏澄意が遺した「白山諸雑事記」には、古代平安時代から南北朝時代、白山比咩神社から東を仰ぎ見る山の南北に連なる尾根には泰澄大師が修験修行した由緒の「獅子吼尾根の禅定道」があったと伝わる。
現代では山林管理業務用の「巡視路」が該当し、一部は登山路整備され観光登山にも使われる。白山市八幡町（やはた）から登り、北端の白山市八幡町 獅子吼高原山頂の後高山（しりたかやま、標高649m、獅子吼白山比咩神社）から月惜峠（つきおしみとうげ、582m）の避難小屋を経て南端の奥獅子吼山 山頂（標高928m）に至る標高600m以上を縦走する尾根道で、尾根からは西の真下に里宮の白山比咩神社と手取川、北に扇状地と日本海を展望し、南端の標高1,000m近い奥獅子吼山頂上からは奥宮のある白山（標高2702m）の白山三峰の姿を遥拝する。この先歩行困難な険路の下に、不動滝（白山市河内町板尾）と板尾地区の八幡（やはた）神社がある。平安時代の遺跡を含み神仏習合の旧跡地名が数100m毎に密に列なる。。

### 室町時代 加賀一向一揆の影響
室町時代中頃までは、手取川上流の西谷（大日川沿い）・東谷（手取川：昔の牛首川沿い）・尾添川沿いは山内庄と総称され「白山権現の御庭所」とされ、武家領主の統治しない地であった。文明3年、本願寺8世蓮如上人によって、吉崎に道場が開かれ北陸に浄土真宗を広められた。この加賀一向一揆本願寺支配で、上記「白山権現の御庭所」は加賀国能美郡224村に組み入れられた。白山信仰は、真宗の教えに取って代わられ、本願寺教団一向一揆門徒衆の加賀国内での急進化（ものとり信心・他宗誹謗）で、白山本宮は神給田からの年貢米収入を失い困窮した。文明12年（1480年）10月に大火で白山本宮は全焼し三宮の地に避難し100年以上再建されなかった。
加賀一向一揆は、先ず武士・農民の門徒集団が、長享2年（1488年）加賀の守護富樫政親を金沢の高尾城に攻め滅ぼした。剱村の金剱宮が残っていたが、金剱宮の南隣の高台に加賀一向一揆の主要寺の一つ、清沢願得寺が新しく建立されていて、享禄4年（1531年）に発生した享禄の錯乱（大小一揆）は大一揆の門主本願寺と小一揆の門徒加州三ヵ寺の加賀国支配権争奪の内部抗争で、本願寺門主軍が清沢願得寺を攻め落した折、隣接していた金剱宮の社寺堂塔は延焼で焼け落ち、この戦乱で白山七社の白山衆徒は滅亡した、と云う。
加賀一向一揆の本願寺支配が定まった頃、天文23年（1554年）は白山山頂に大きな火山活動があり剣峰が大きく崩れ消失、白山三峰だった昔の山容が一変、山麓の農作物が被災した。領民の一向一揆を恐れる領主には、加賀の白山が噴火した災害原因は明かに加賀一向一揆のせいだと領民の本願寺一向宗（浄土真宗）禁止理由に使う者も出た。白山の火山活動は以後、時折り小規模に江戸時代前期の万治2年（1659年）まで続いた。

### 江戸時代 白山争議の影響
現在白山比咩神社の本社境内である白山の奥宮境内地一帯は、江戸時代に「白山争議（白山争論）」が数度繰り返された。
江戸時代初め頃、加賀・越前・美濃馬場それぞれは白山信仰の中心地となっていた。勧請元は、美濃が最も多く加賀は2番目であった。江戸時代幕藩体制では、手取川上流の白山麓18カ村のうち西谷（大日川）と東谷（手取川、昔の牛首川）の16カ村は柴田勝家一族の旧領の後を引き継いだ越前藩が、尾添側沿いは加賀藩が領有していた。
江戸時代、初回の明暦「白山争議」が明暦元年（1655年）から政治交渉長引く過程で、寛文6年（1666年）7月、白山比咩神社の長吏であり白山七社惣長吏の澄意が記録に一度登場する。白山比咩神社の代々の先例に則り京都朝廷から白山山頂神祠再興の綸旨（勅許）を受けてきて、加賀藩藩主 前田綱紀（当時は綱利）から白光院僧として褒美 永代100石を料として得た、と云う。

### 明治維新・行政の影響
白山比咩神社に関しては、王政復古の大号令の明治維新政府により神仏分離令が発布され、白山に関する王政時代に遡る歴史調査がされ、白山天嶺の祭祀および管理はこの白山比咩神社に任された。また廃藩置県の政治統治では、越前国の主要部嶺南は若狭国とともに滋賀県と一度合併し残った越前国嶺北が一度石川県に吸収され、その後再び福井県が誕生する際に、行政管理は手取川上流地域の室町時代に山内庄だった白山麓18カ村全体、大日川・手取川・尾添川流域はそろって石川県に、九頭竜川上流は福井県に入った。美濃 長瀧寺と長滝白山神社のある長滝地区は岐阜県に入った。その後、昭和33年（1958年）に石徹白は村の希望理由があって福井県から離れ、岐阜県白鳥町に合併して入った。

### 御鎮座2100年式年大祭
2010年10月7日から、白山比咩神社での5日間の大祭は成功し、観光客の増加、全国の各白山神社・白山社から宮司達・氏子連が来社し、白山下山の泰澄大師を祝った地元 白峰の伝統芸能「かんこ踊り」や全国各地白山神社 氏子連の獅子踊りなど、伝統の祭が披露された。
また今後、全国の白山神社の協力を話し合い、美濃・越前・加賀の三馬場も、これからはより協力して発展してゆくことが話し合われた、と云う。
さらにまた、今後は先行する日本の世界遺産（各宗教施設群や自然遺産）同様に、「白山に残る美しい自然と古代からの白山信仰の文化」として、世界遺産に向けた暫定登録を目指すことが話し合われた、と云う。

#### 平成20年2100年大祭での問題と結果
関連して、地元の白山市市長が大祭奉賛の団体の発会式に招かれ祝辞を述べたことが、憲法上の政教分離原則に反し違憲であるなどとする住民訴訟が提起された。
しかし、最高裁は平成22年（2010年）7月22日、発会式に「出席して祝辞を述べる行為が宗教とのかかわり合いを持つものであることは否定し難い」が、「地元にとって，本件神社は重要な観光資源としての側面を有していたものであり，本件大祭は観光上重要な行事」であり、当該団体は、「このような性質を有する行事としての本件大祭に係る諸事業の奉賛を目的とする団体であり，その事業自体が観光振興的な意義を相応に有する」こと、その発会式も，「本件神社内ではなく，市内の一般の施設で行われ，その式次第は一般的な団体設立の式典等におけるものと変わらず，宗教的儀式を伴うものではな」く、市長は、「来賓である地元の市長として招かれ出席して祝辞を述べたものであるところ，その祝辞の内容が，その祝辞の内容が，一般の儀礼的な祝辞の範囲を超えて宗教的な意味合いを有するものであったともうかがわれない」ことなどの事情を指摘し、市長の当該行為は、「宗教とのかかわり合いの程度が，我が国の社会的，文化的諸条件に照らし，信教の自由の保障の確保という制度の根本目的との関係で相当とされる限度を超えるものとは認められず，憲法上の政教分離原則及びそれに基づく政教分離規定に違反するものではない」とし、全員一致で、これを違憲とした高裁判決を破棄自判し、原告住民の敗訴（合憲）が確定した（最高裁平成22年（2010年）7月22日第一小法廷判決・集民第234号337頁）。この判決に対しては多数の判例評釈等がある。
当時の白山市市長は「全国の祭・式典を持つ自治体多数の人々から支援の声に後押しされた」、「最高裁でこういう判決が下ったから、今後は皆さん慎みながら参加されるだろう」と話した、と云う。

### 神階
- 仁寿3年（853年）10月22日、従三位 （『日本文徳天皇実録』） - 表記は「白山比咩神」。
- 貞観元年（859年）正月27日、正三位（『日本三代実録』） - 表記は「白山比女神」。

六国史以降
- 永治元年（1141年）7月10日 正一位 昇叙（神階の諸神同時昇叙 複数回による）

## 境内

### 本宮（下白山）
白山御前峰山頂にある奥宮に対し、山麓にあることから下白山、白山本宮、里宮と呼ばれる。
建造物

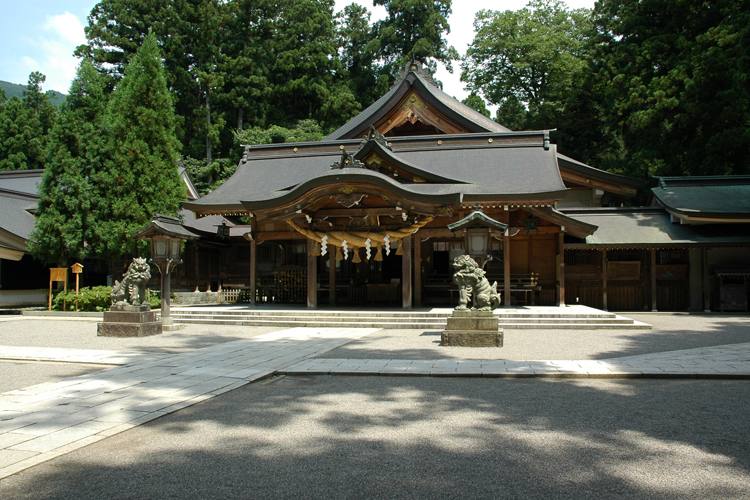
境内

主要社殿は、本殿・幣拝殿・直会殿・外拝殿・遊神殿からなる。本殿は大規模な三間社流造で、正面に庇の間と向拝を付ける。屋根銅板葺。明和5年から7年（1768年-1770年）にかけて造替されたものと推定され、県の有形文化財に指定されている。
直会殿は、大正9年（1920年）の造営の旧幣殿。外拝殿は切妻造銅板葺で、大正9年（1920年）の造営の旧拝殿である。昭和57年（1982年）の増改築で内部に拝殿が造営され、外拝殿となった。
鶴来駅より約2.5km南に位置する一の鳥居は、昭和11年（1936年）の造営。古くは当社には鳥居がなく、「白山七不思議」の1つとも言われていた。

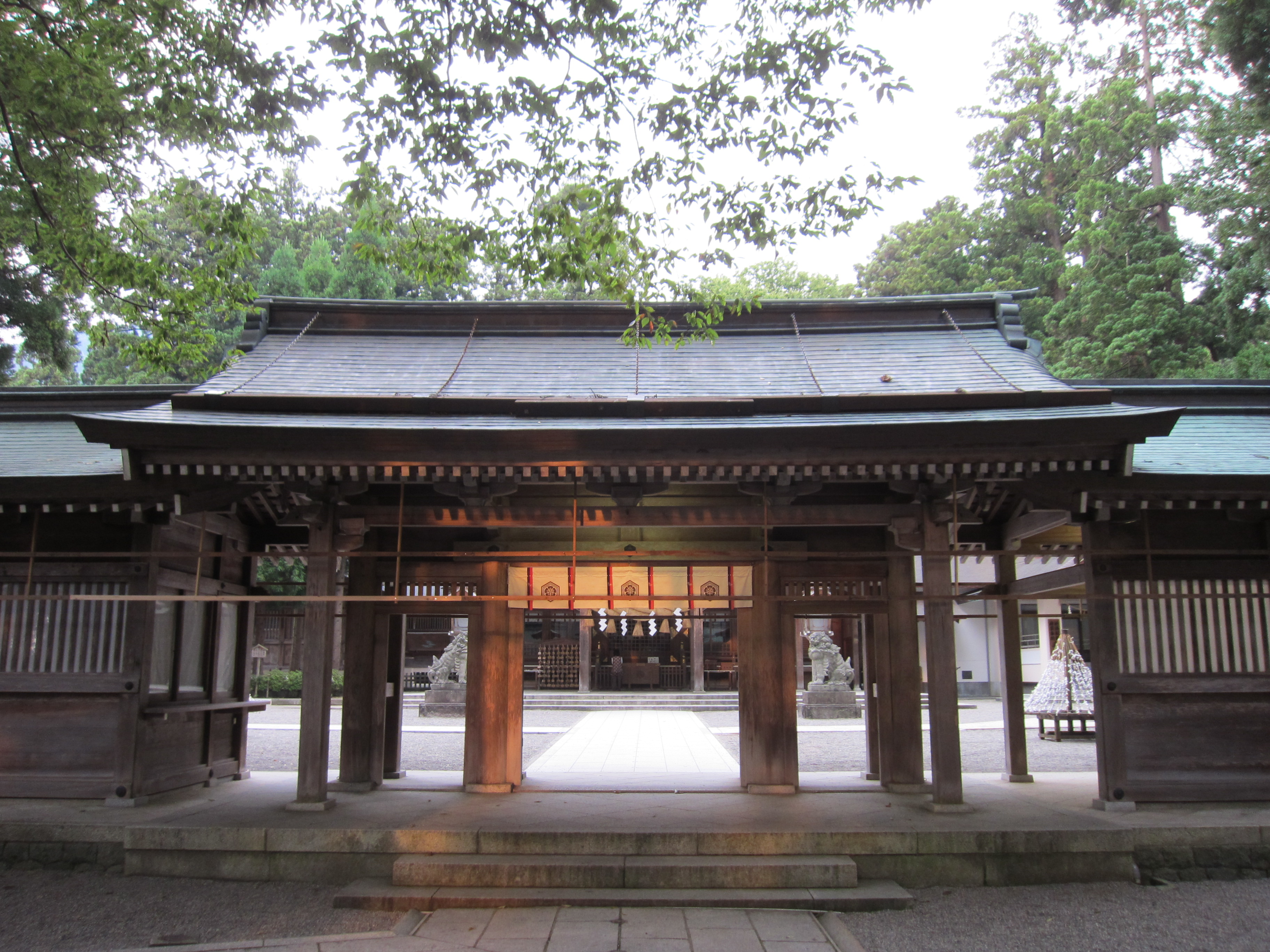
神門
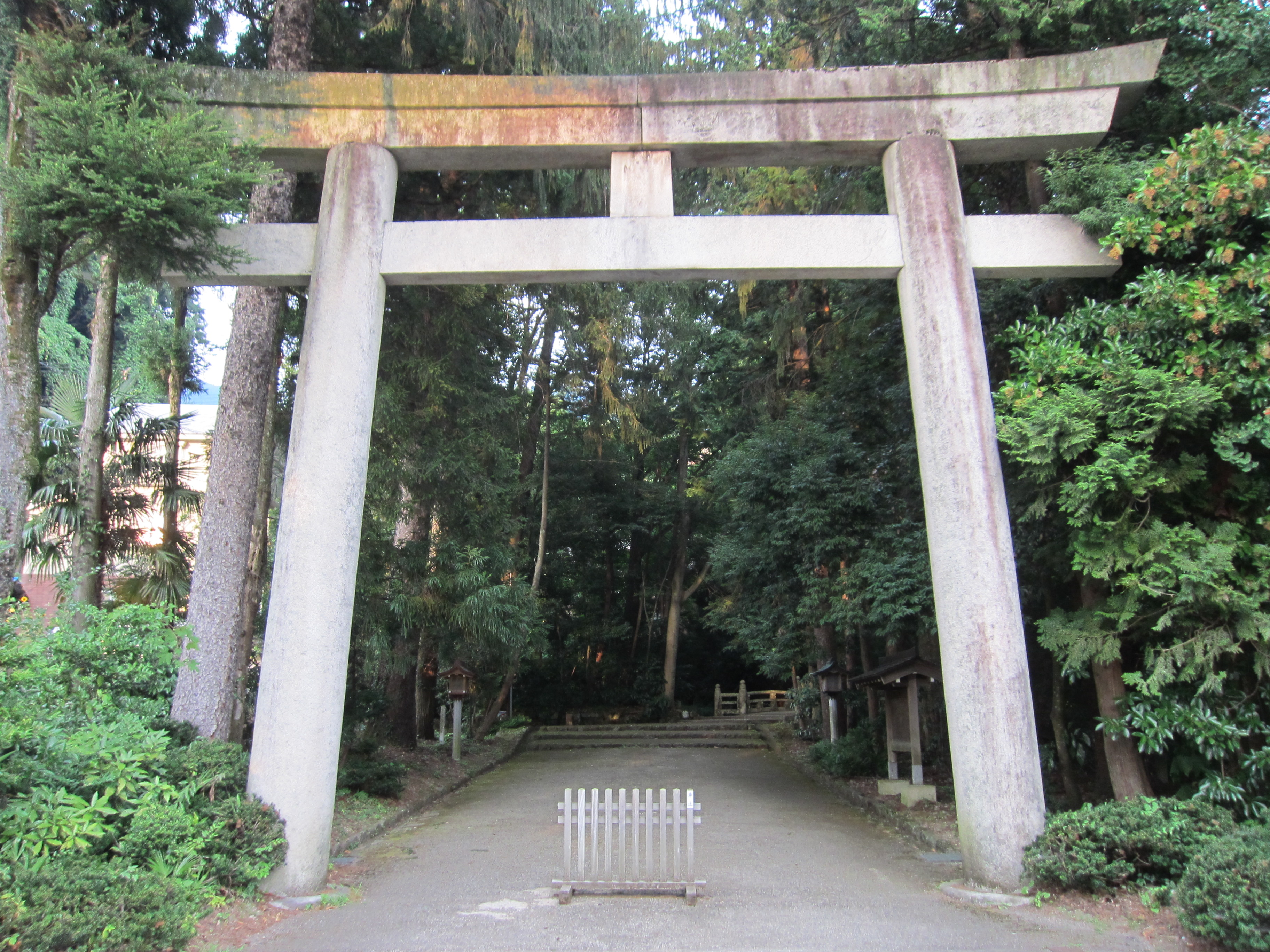
一の鳥居

その他
- 境内 拝殿 - 社号額、向拝から外拝殿・幣拝殿・本殿に向かう。
- 境内 お手植え杉御神木（三本杉） - 白山比咩大神（菊理媛尊）・伊弉諾尊・伊弉諾尊の御神木。外拝殿に向い左側[注釈 62]。
- 境内 拝殿廻廊の吊灯籠の神紋・神門の幕 - 吊灯籠・神門幕の神紋は、三子持亀甲瓜花(みつこもちきっこううりのはな)[注釈 63]。
- 境内 社頭の白山まつり - 秋の早朝、境内社頭での氏子による加賀獅子舞が奉納される。
- 境内 神門 神馬舎の像 - 白馬木像で白山比咩大神を乗せて白山に登拝する姿、大欅で作成。
- 境内 玉垣門 - 社頭正面の神門から、北参道との間の門。[注釈 64]
- 表参道 三の鳥居と大欅 - 樹高約25m 推定樹齢 約1000年。市指定天然記念物[注釈 65]。
- 表参道 二の鳥居と石段
- 表参道 手水舎と龍 - 古い手水舎 [注釈 66]。龍の爪は左右とも2本。
- 表参道 御神木の老杉 - 樹高約42m、樹齢約800年。市指定天然記念物。
- 表参道の参詣道 - 一の鳥居から。この先は、琵琶滝、神木の老杉、手水舎、二の鳥居、石段、三の鳥居、千年大欅、神門。
- 北参道 手水舎 - 柱の獅子が護る。
- 白光苑 - 境内の北東にある庭園。昭和33年（1958年）造成。
- 禊社・禊場 - 白山の伏流水を利用。平成18年（2006年）10月設置。
- 琵琶滝

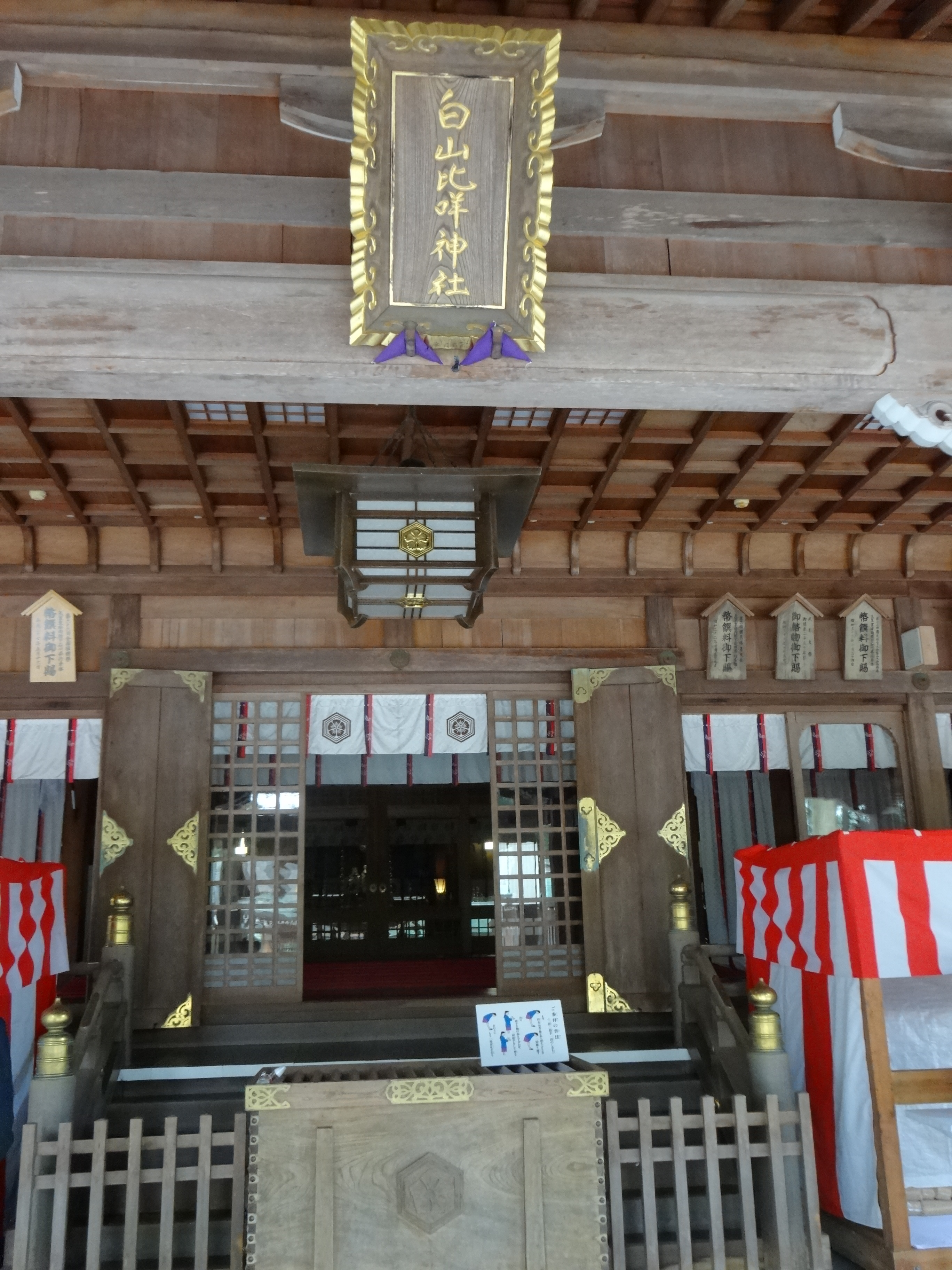
社号額、向拝から臨む外拝殿・幣拝殿
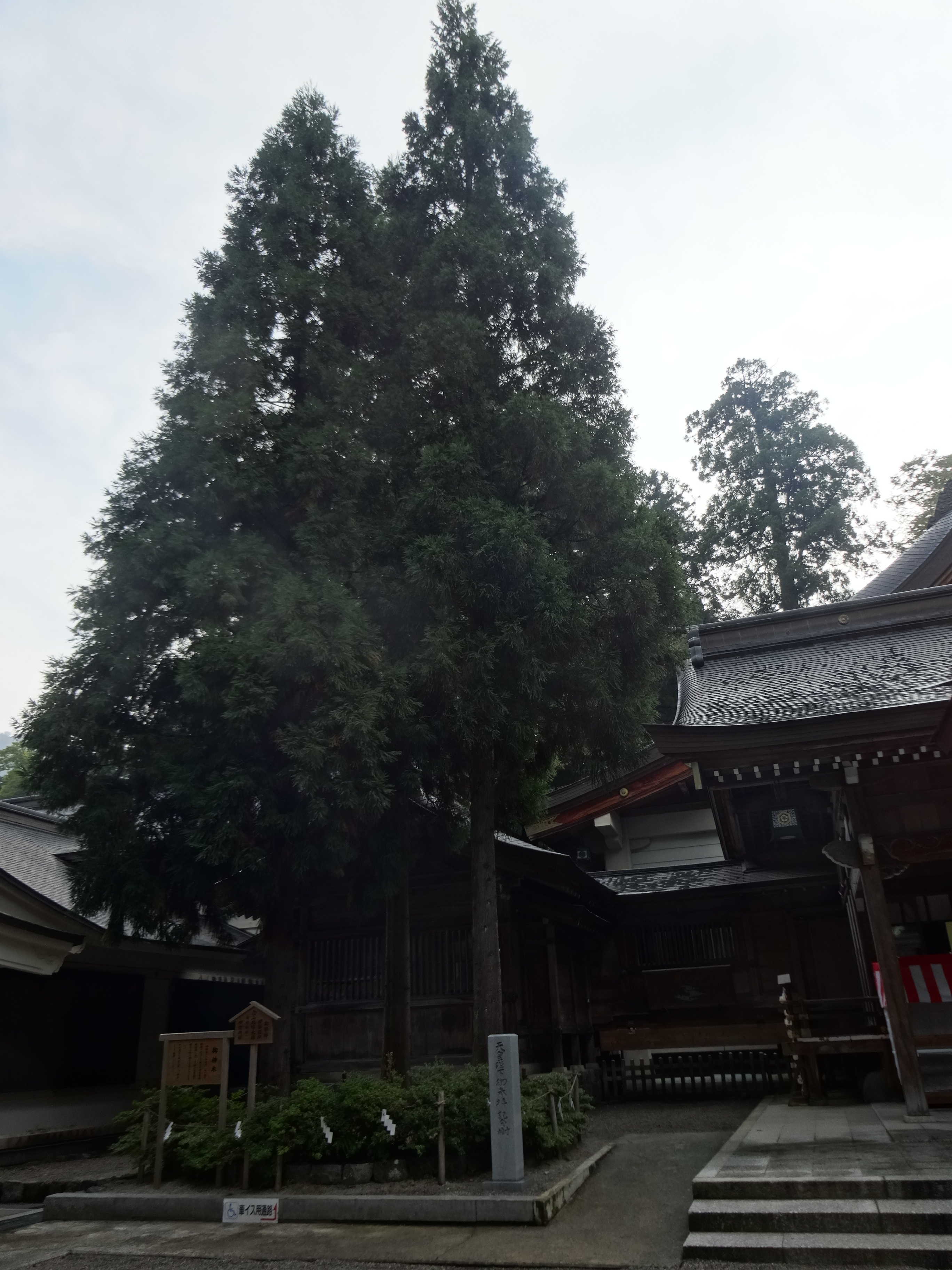
境内 お手植え杉神木
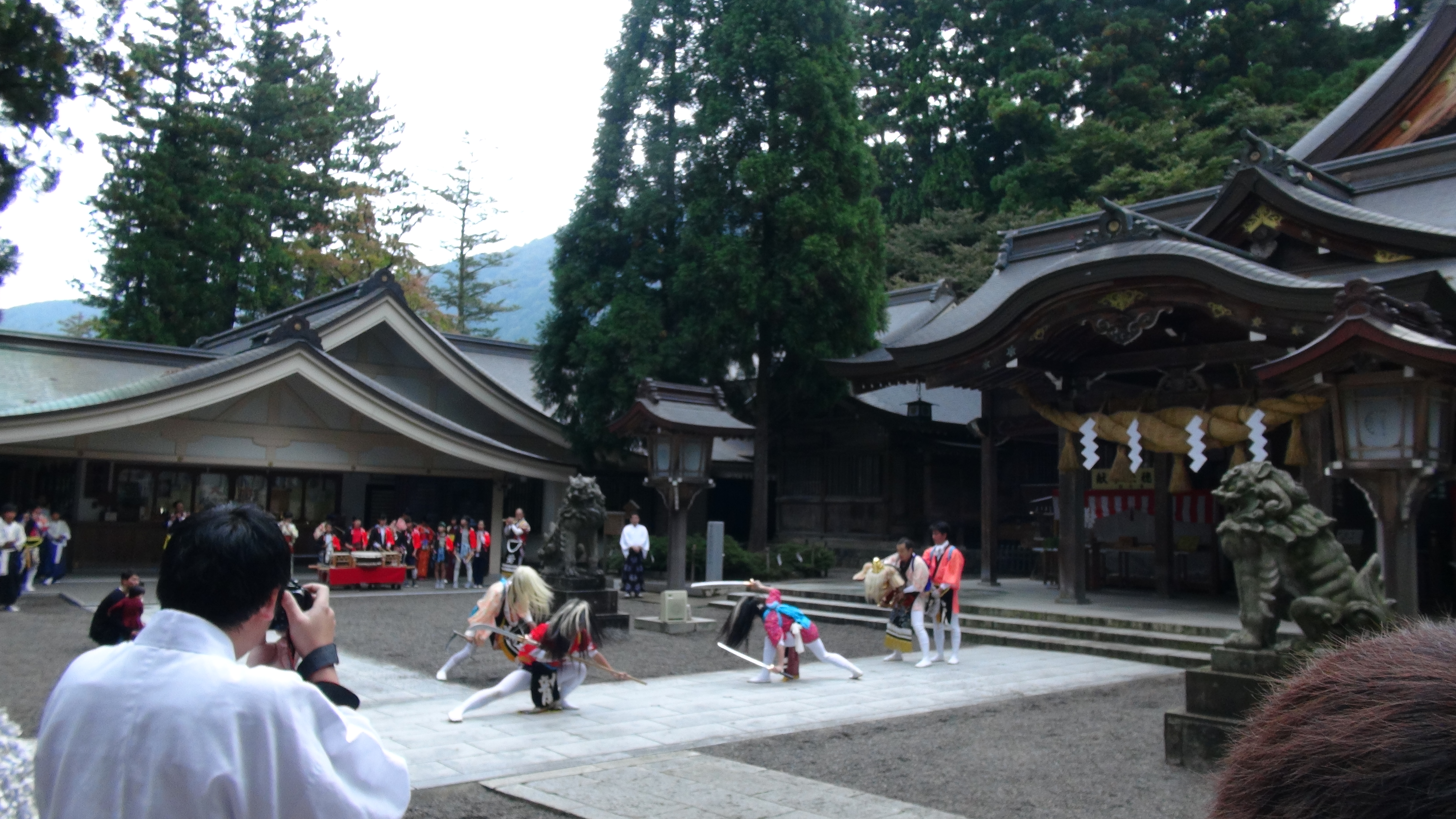
境内 社頭 白山まつり加賀獅子舞奉納
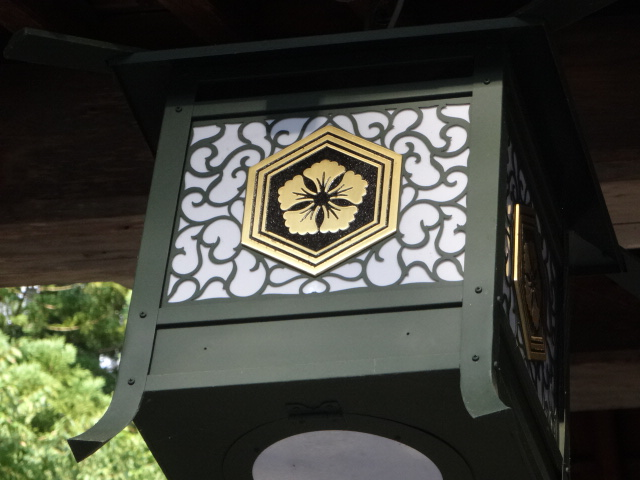
拝殿 廻廊の吊灯籠
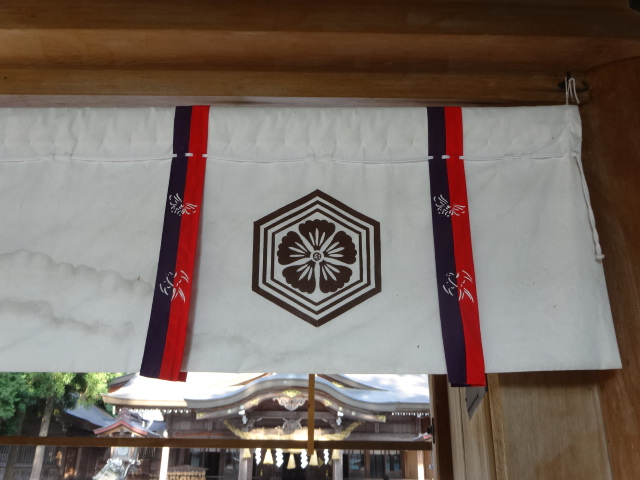
神門の幕
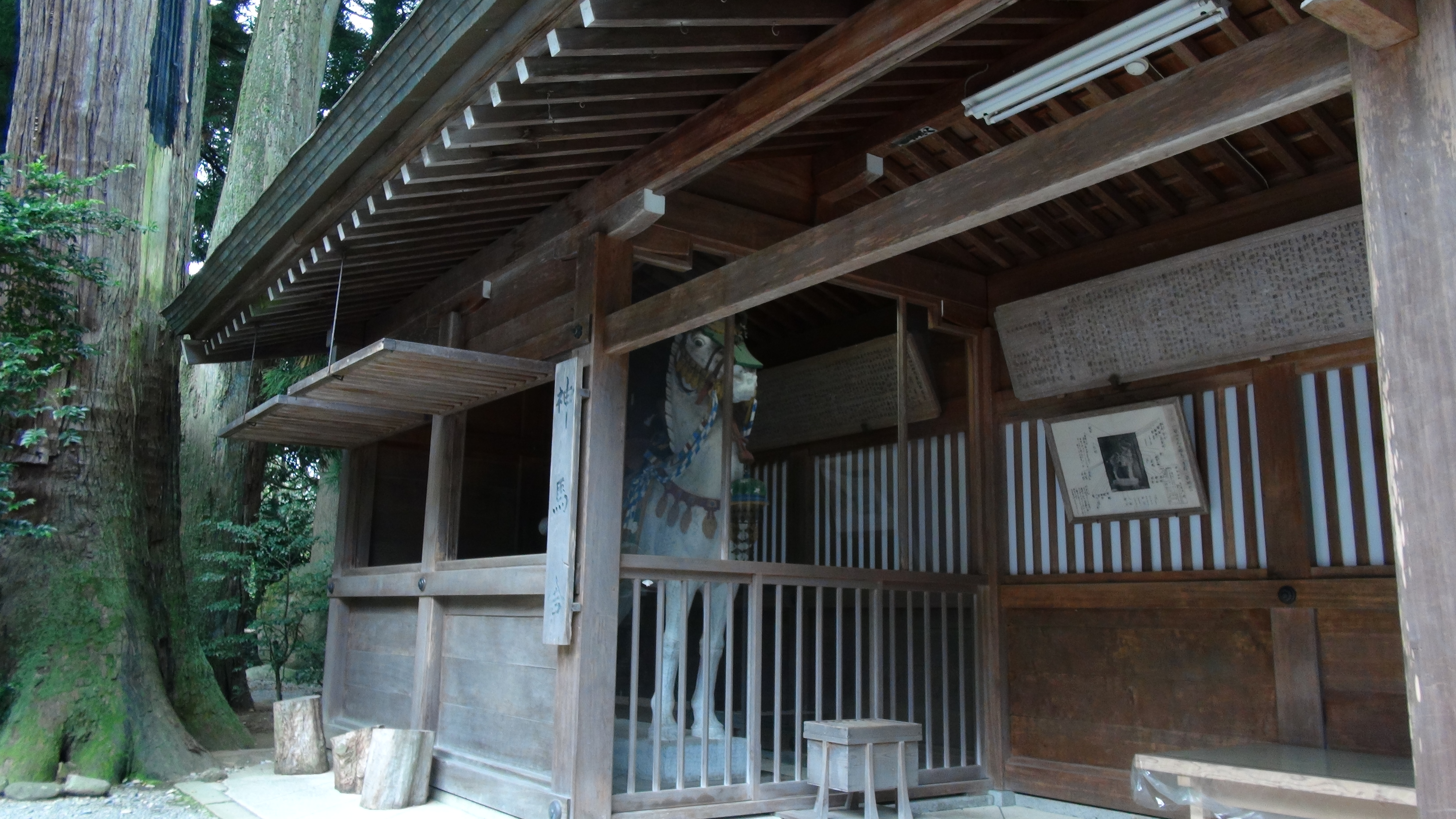
神門の神馬舎
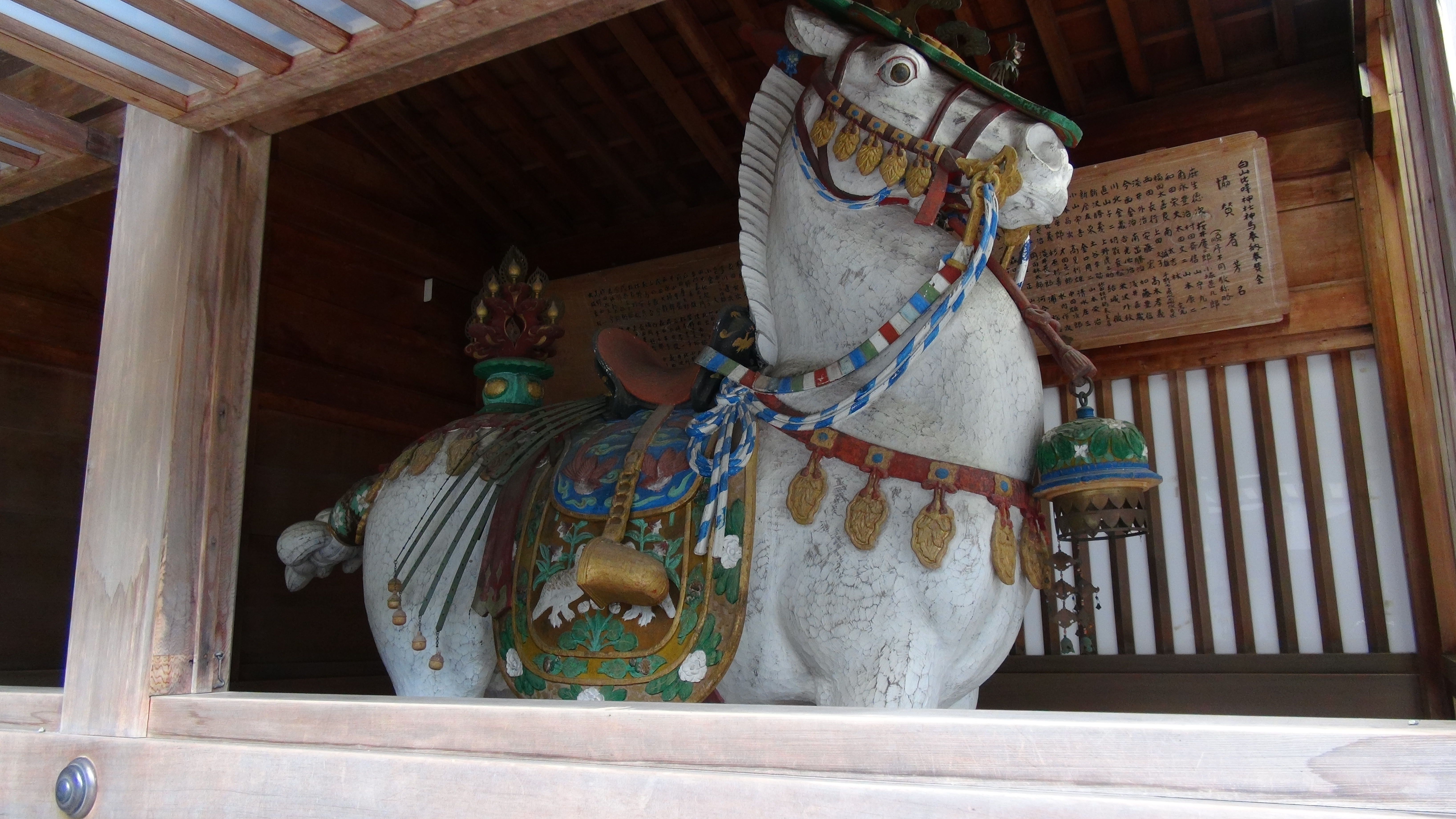
神馬舎の白馬木像
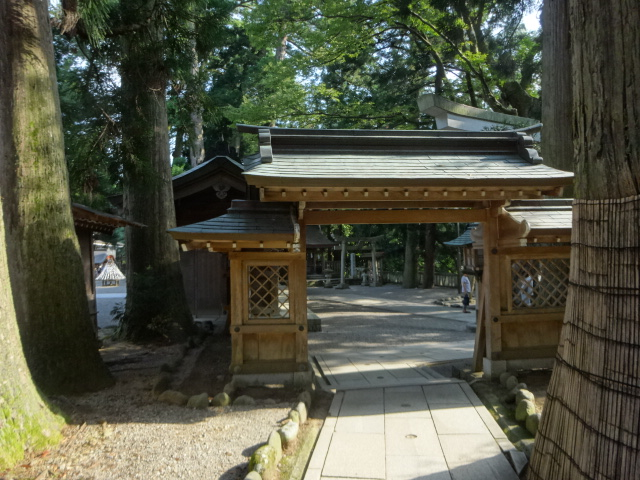
境内 玉垣門
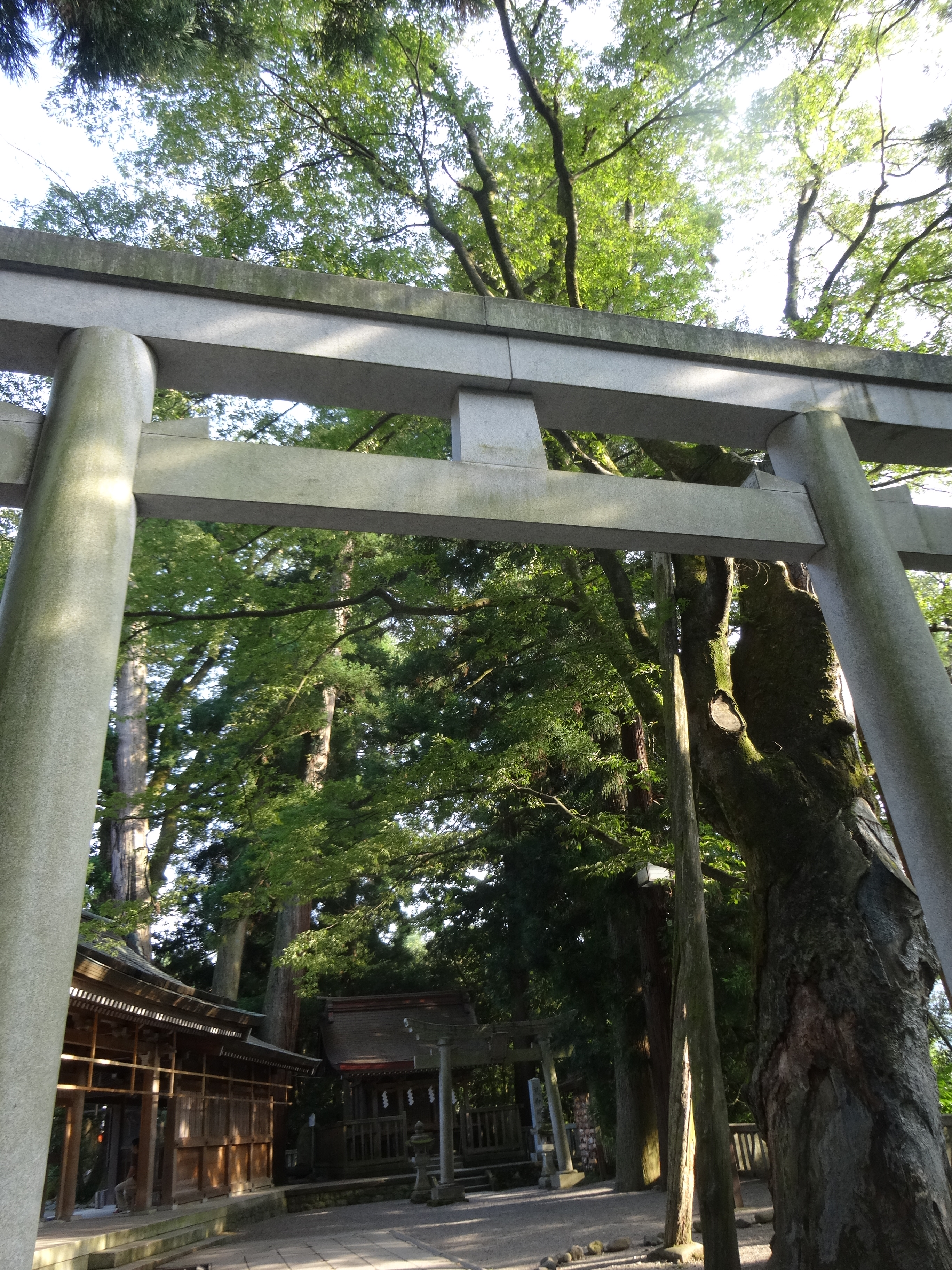
表参道 三の鳥居と大欅
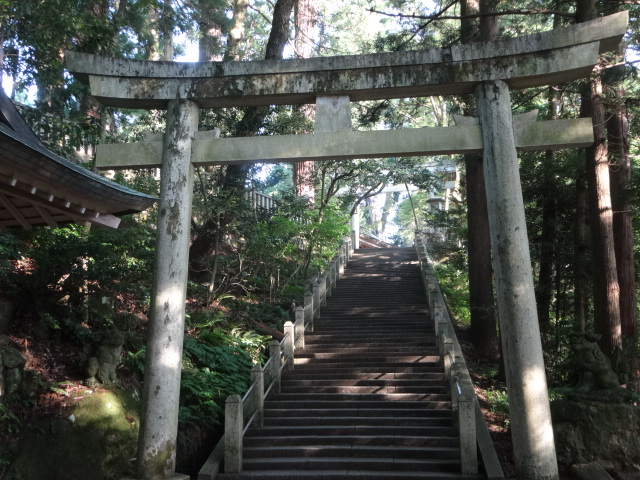
表参道 二の鳥居と石段
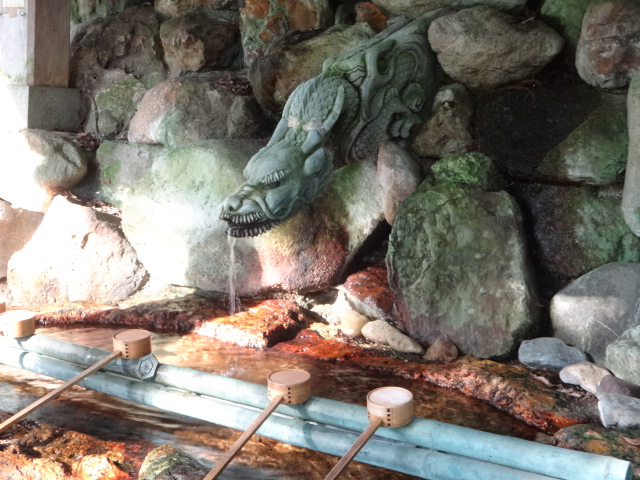
表参道 手水舎の龍
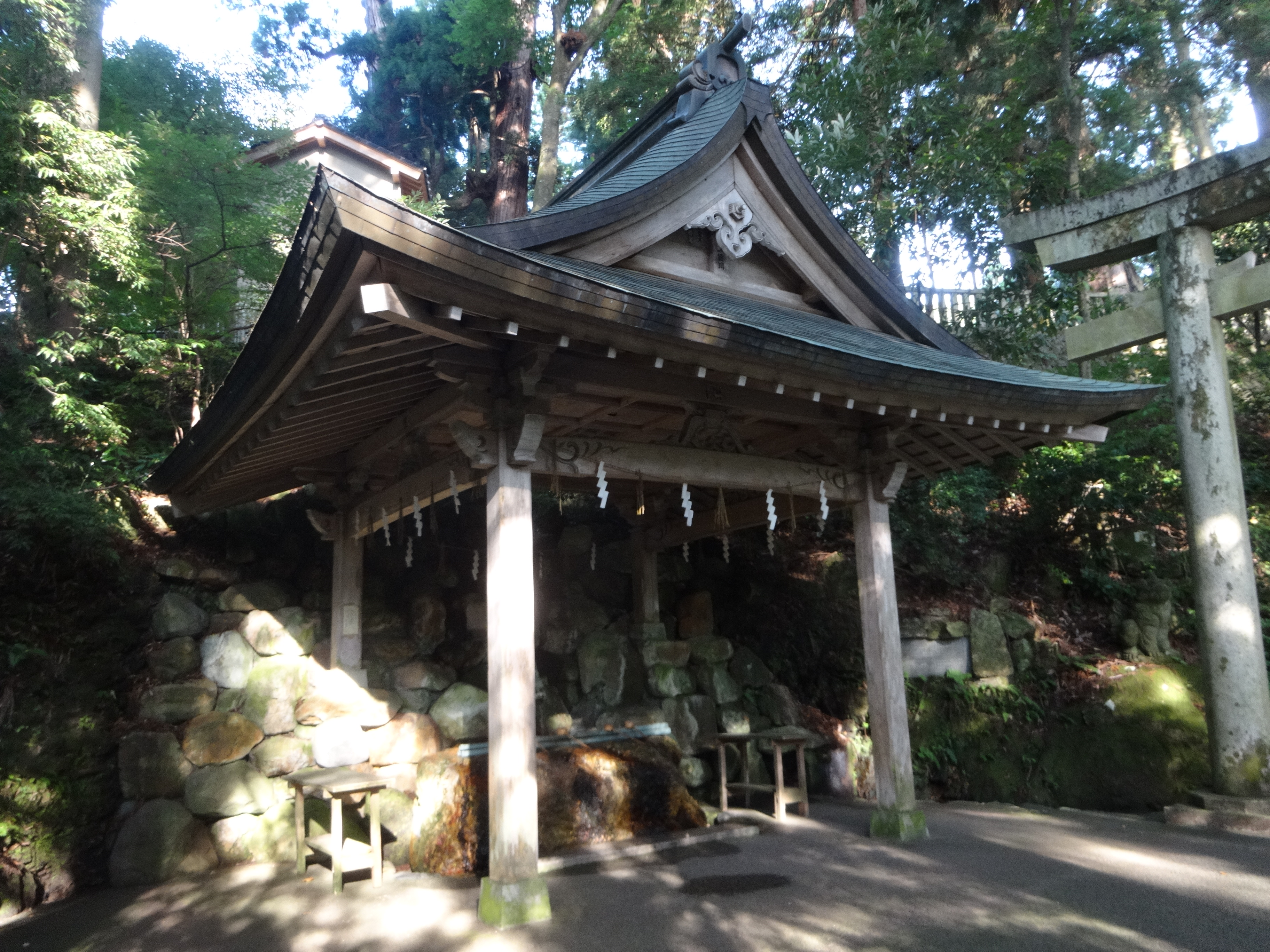
表参道 手水舎
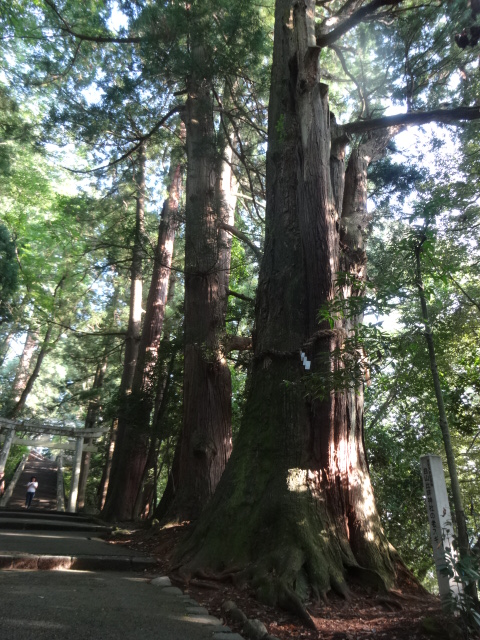
表参道 御神木の老杉
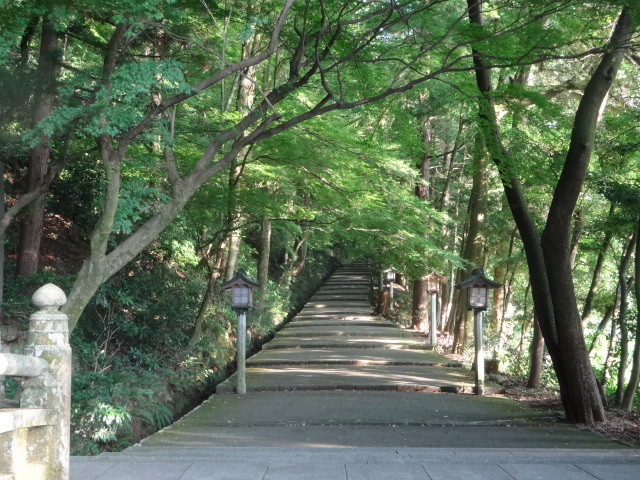
表参道 参詣道
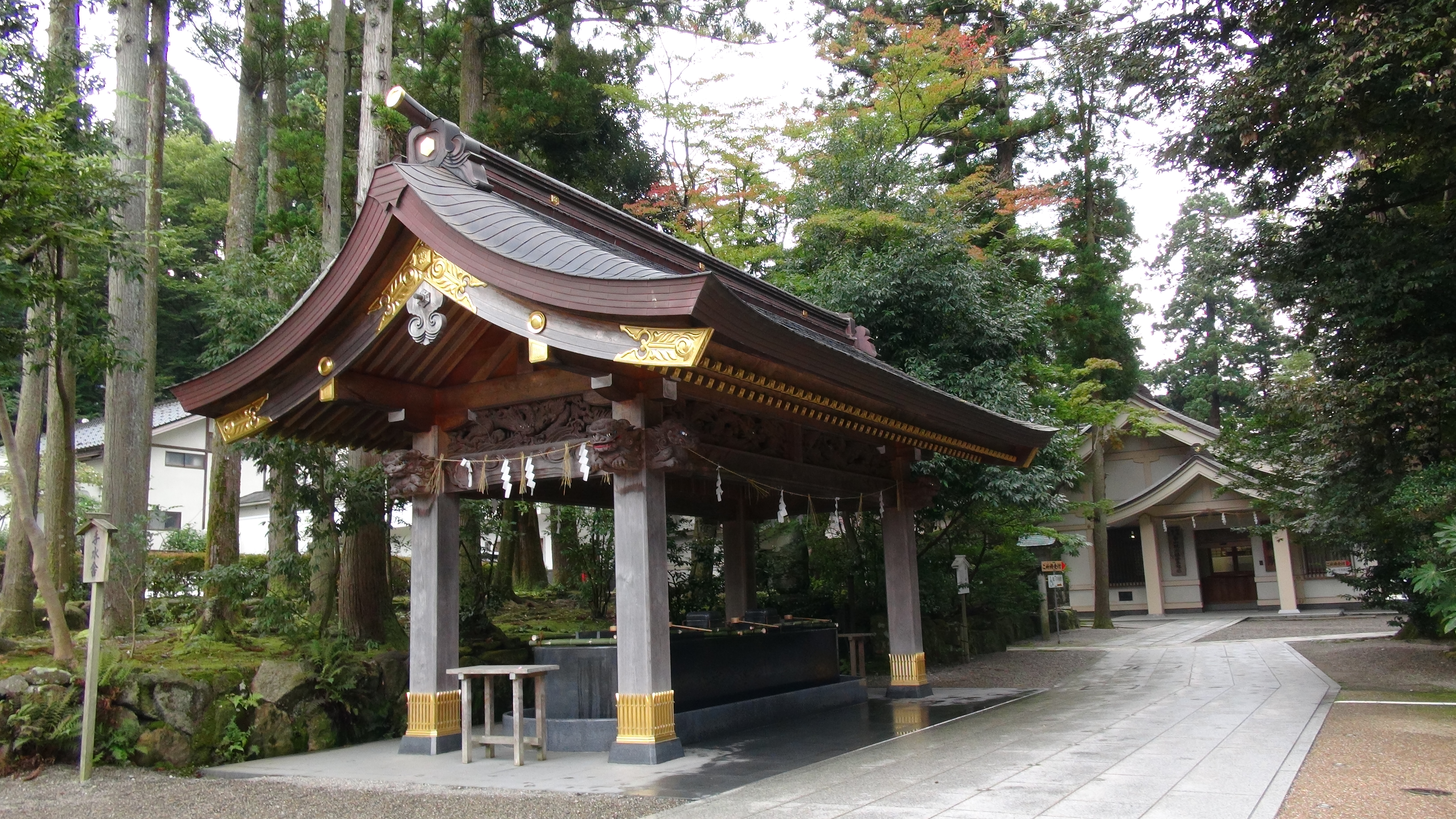
北参道 手水舎

### 奥宮
奥宮（おくのみや）は、白山の御前峰山頂付近に鎮座する。養老2年（718年）創建。現在の一間社流造の社殿は、昭和63年（1988年）の造営である。祈祷殿は、山頂への拠点である室堂にある。白山国立公園に含まれ、開山は春夏秋の6か月間のみ。

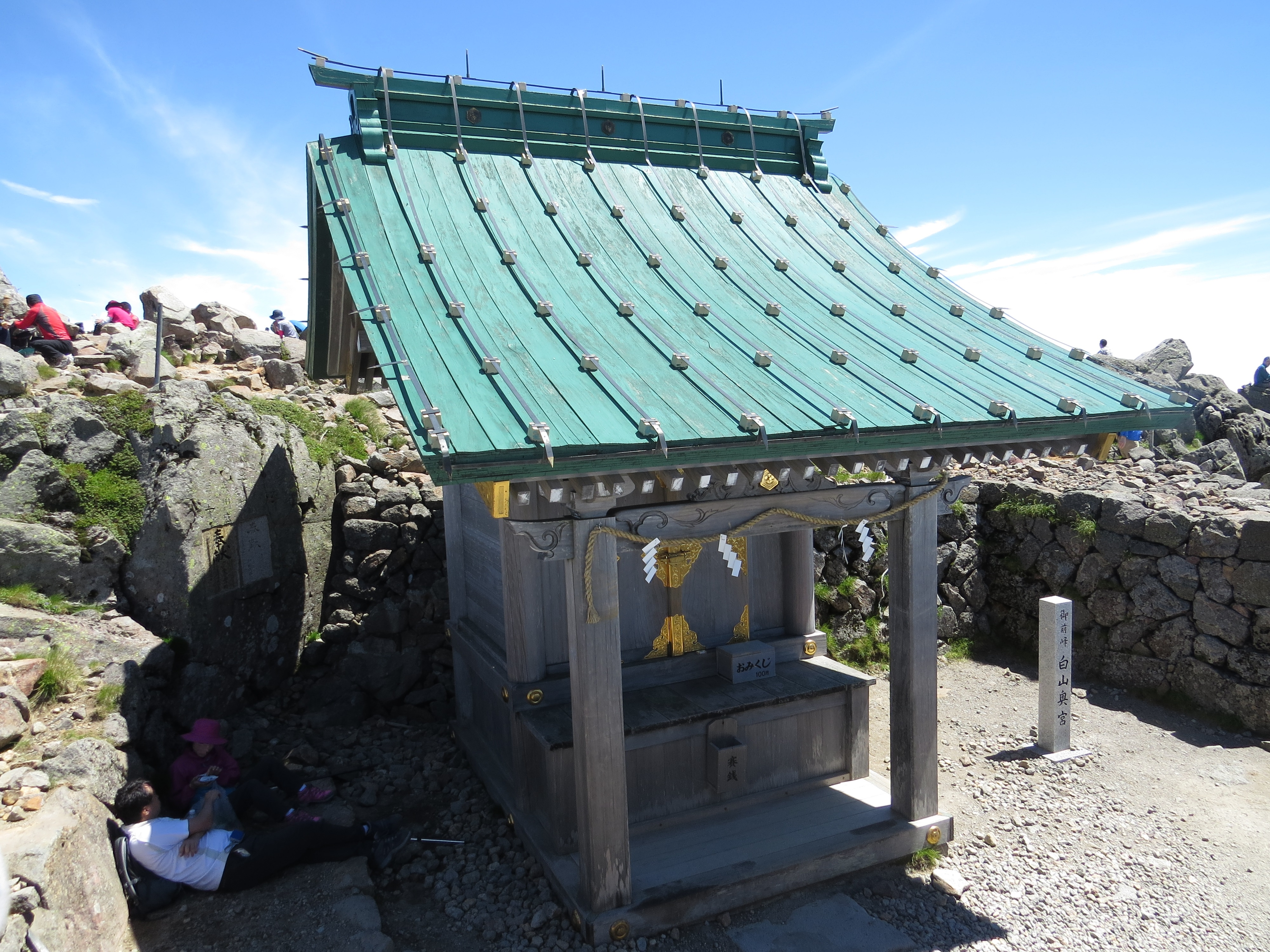
奥宮（白山山頂の御前峰）
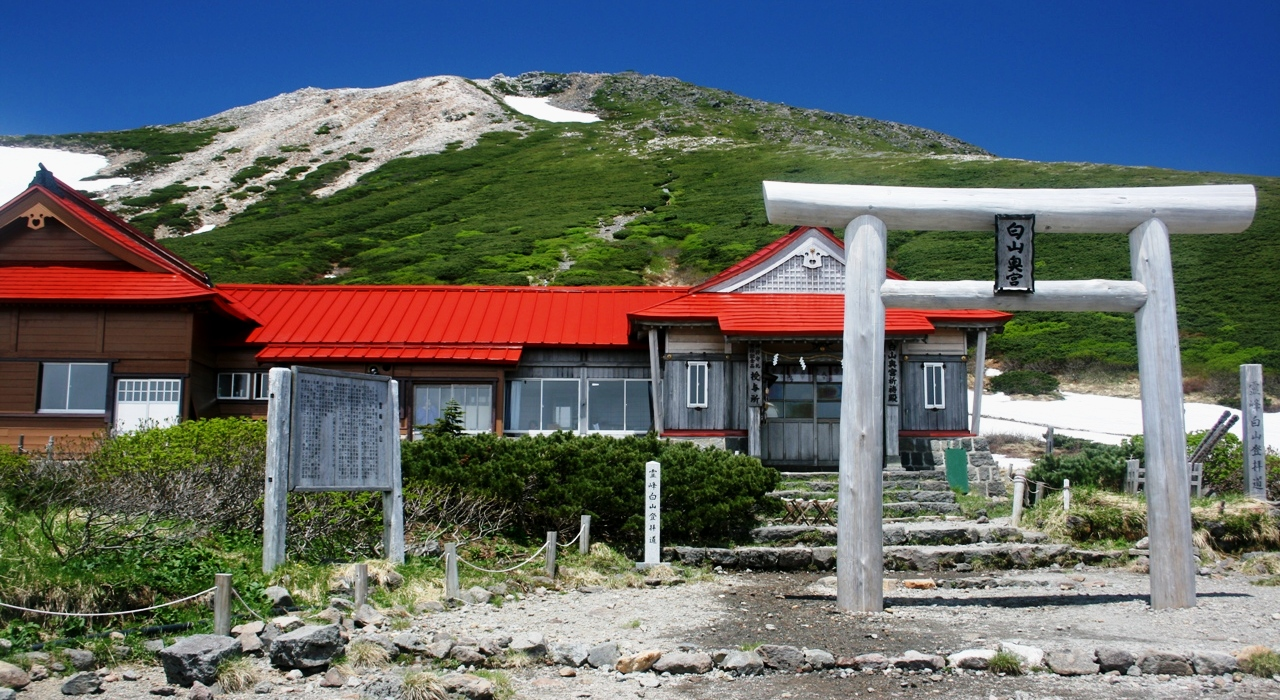
白山室堂にある奥宮祈祷殿

## 摂末社

### 摂社

荒御前神社

- 荒御前神社 （あらみさきじんじゃ）

祭神：荒御前大神、日吉大神、高日大神、五味島大神
本殿への神門前に鎮座。荒御前大神は、神功皇后の三韓征伐の際に守護したとされる。

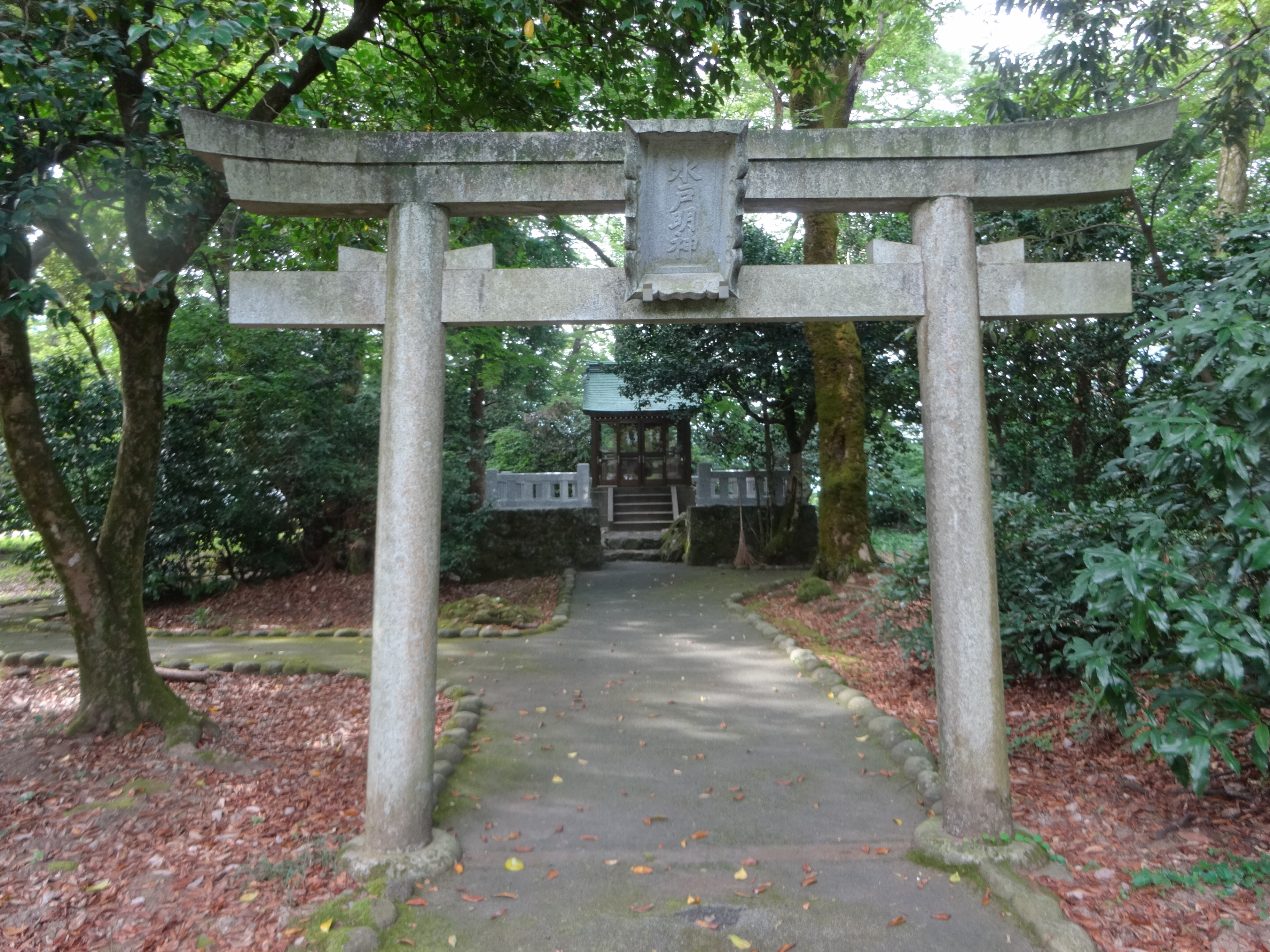
水戸明神

祭神は水戸（みなと）の神。飛地境内安久濤の森の境外摂社。
- 水戸明神

### 末社
- 住吉社 - 祭神：住吉三神（底筒男尊、中筒男尊、表筒男尊）。南参道、禊場の横に鎮座。

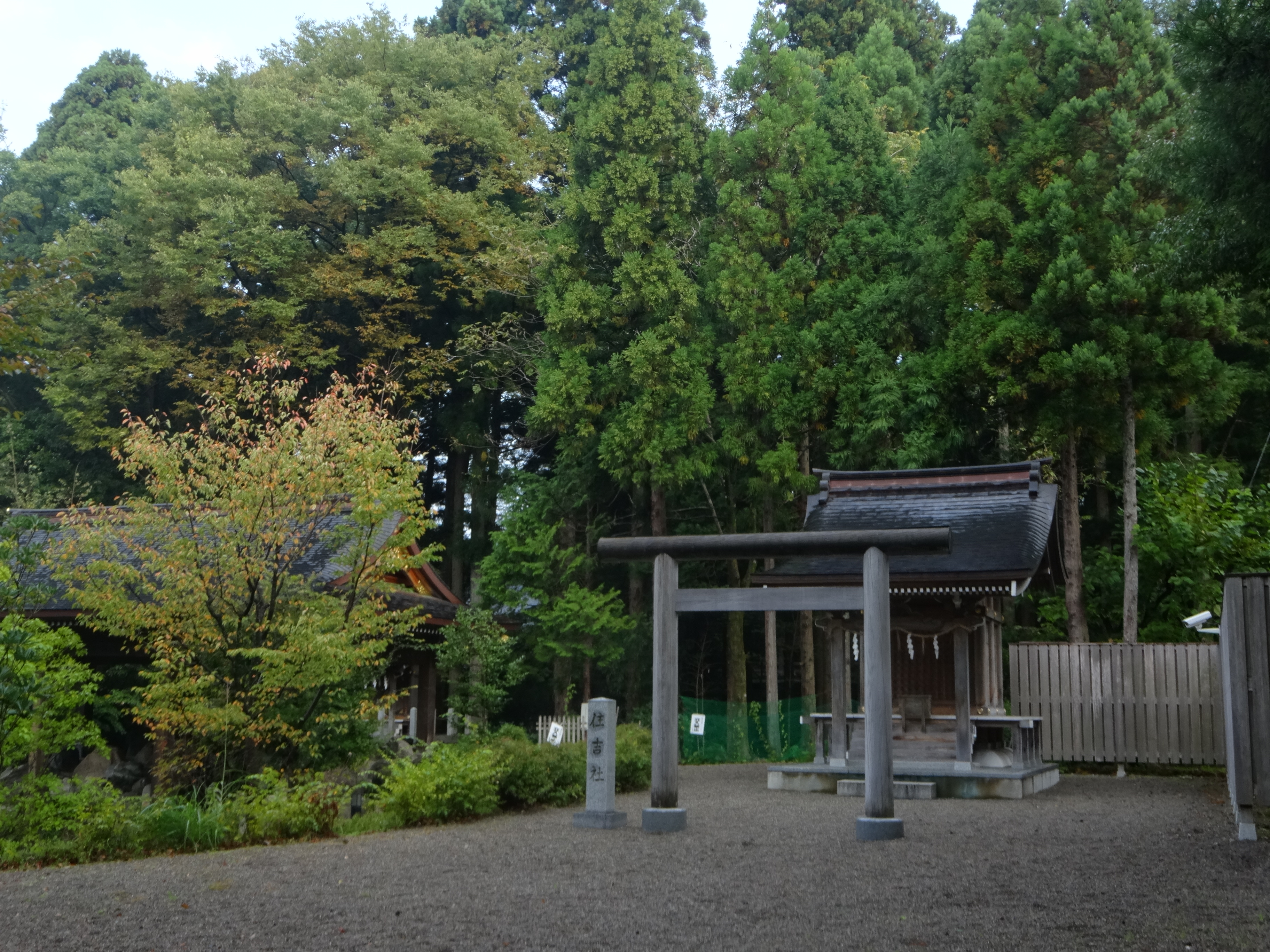
住吉社

### その他
境内
- 白山奥宮遥拝所 - 大汝峰・御前峰・別山の「白山三山」を模した岩が祀られている。

2023年（令和5年）12月に白山奥宮遥拝所そばに白山山頂に70年間設置されていた方位盤が設置された。この方位盤は1937年（昭和12年）に矢作水力が白山山頂に奉納したもので、2007年（平成19年）に落雷で破損したため工務店の倉庫で保管されていたが、2023年（令和5年）12月に白山奥宮遥拝所そばに移設された。
境外 飛地境内
- 古宮跡 （白山市白山町［北緯36度26分15.44秒 東経136度37分56.79秒 / 北緯36.4376222度 東経136.6324417度］）

当社の旧鎮座地。北陸鉄道石川線の旧加賀一の宮駅近く、古宮公園内に所在。
霊亀2年（716年）から文明12年（1480年）まで当地に鎮座していた。現在は、七ヶ用水の水門を守る水戸明神が鎮座する。
- 舟岡山 白山比咩神社創始の地

境内北方に立つ標高178mの山。当社が初めて鎮座した場所と伝えられ、創祀之地の石柱碑と寄進顕彰碑がある。
- かたがり地蔵

飛地境内 神祠 自然石磨崖仏の古い地蔵尊。泰澄作と伝わる。 白山比咩神社 本殿 拝殿 神門の正面。元は安久濤の森の古宮址、舟岡山の麓岩壁に刻まれ現在地に移設当時は傾いていた、と云う。傍らに「庀（ひ）白山御宮道（白山御宮の禅定道を庇護する）」の小石柱。
- 安久濤の淵

古宮址の高台岩壁 泰澄遺跡 川面から15m高い高台。
- 安久濤の森

古宮跡 祭祀に使い捨てたかわらけと穴 中世遺跡と、発掘出土場所の手取川用水土地改良区白山管理センター。

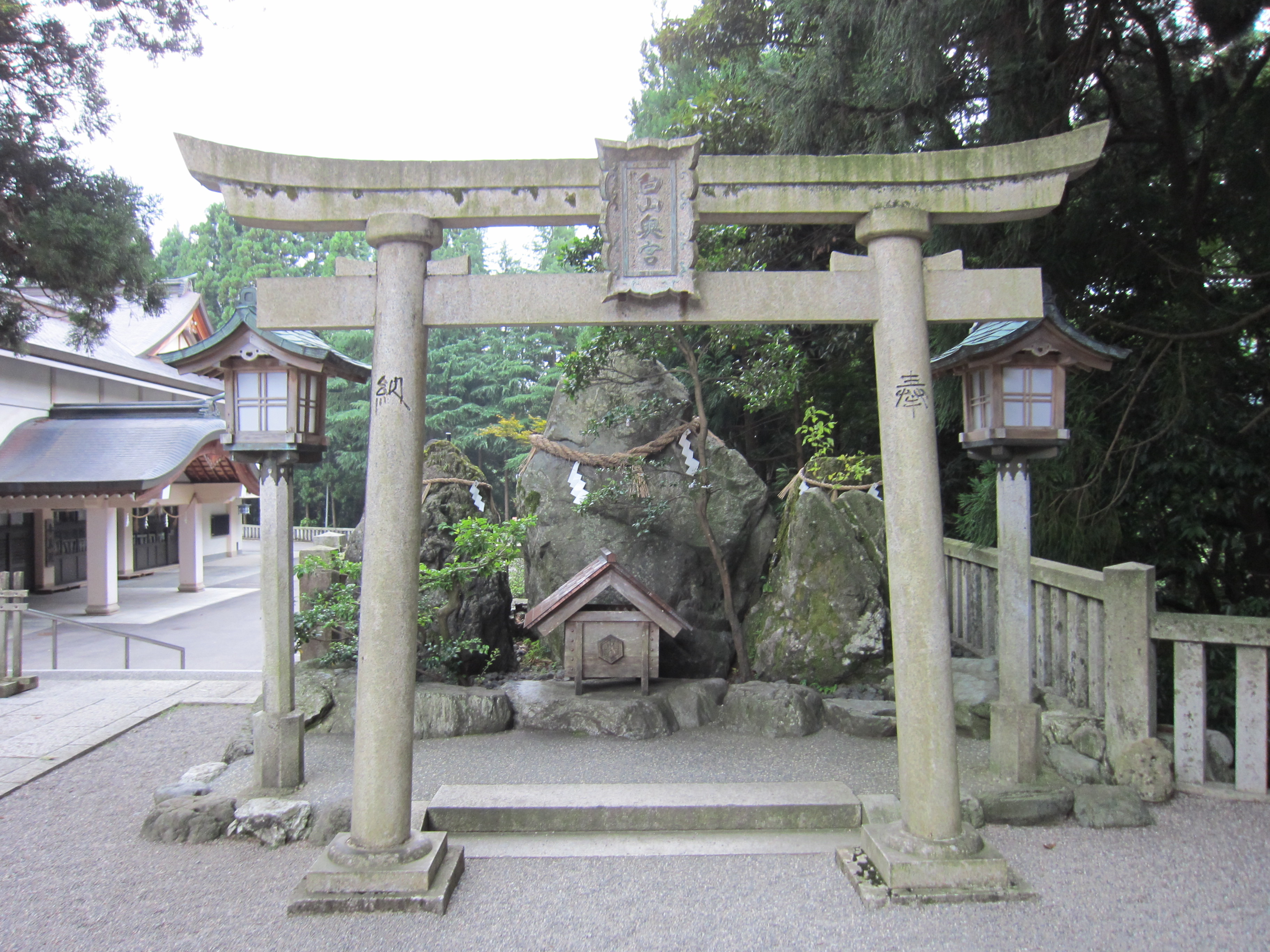
奥宮遙拝所
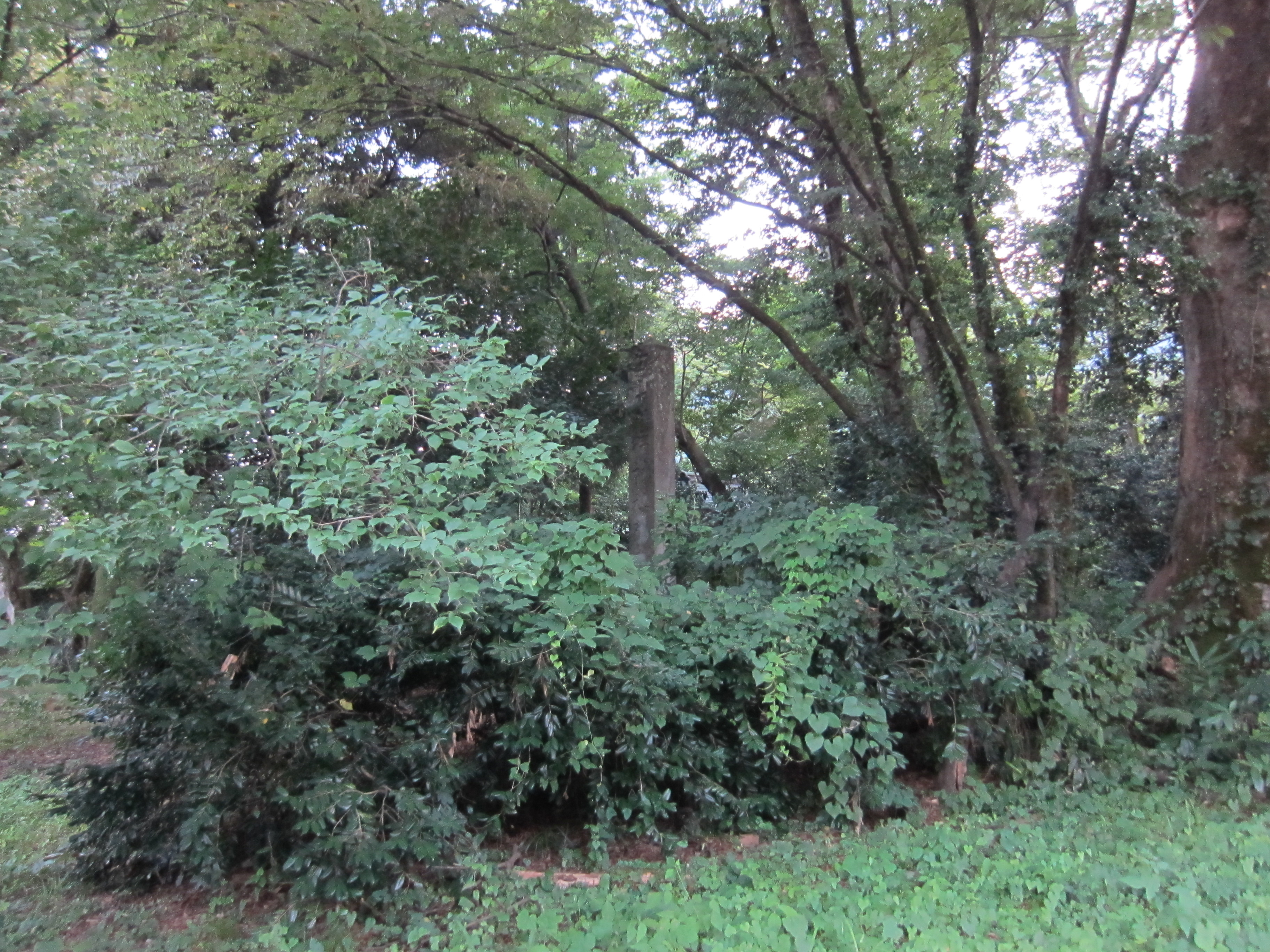
古宮跡 （中央に跡を示す碑）
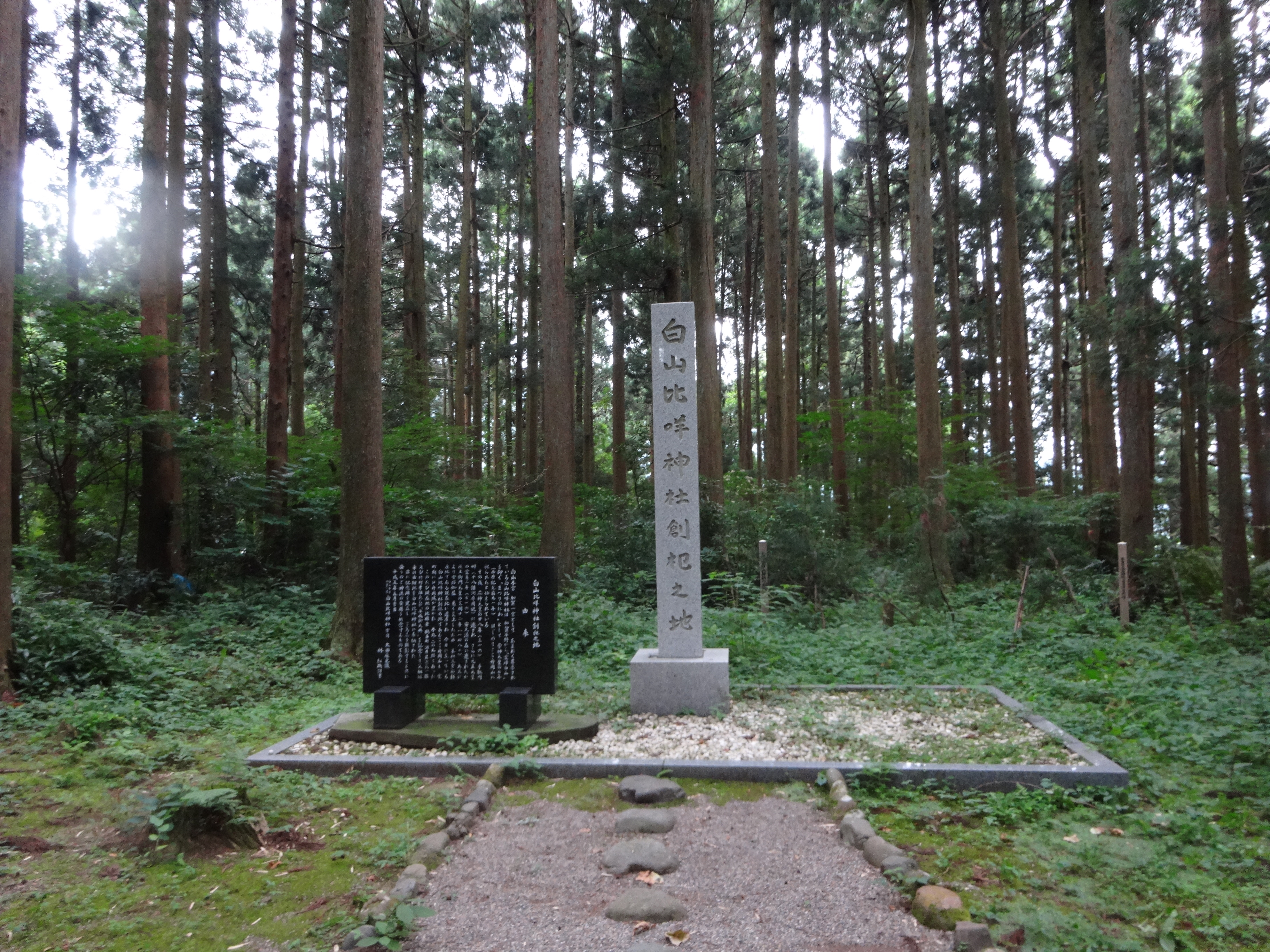
白山比咩神社創始の地
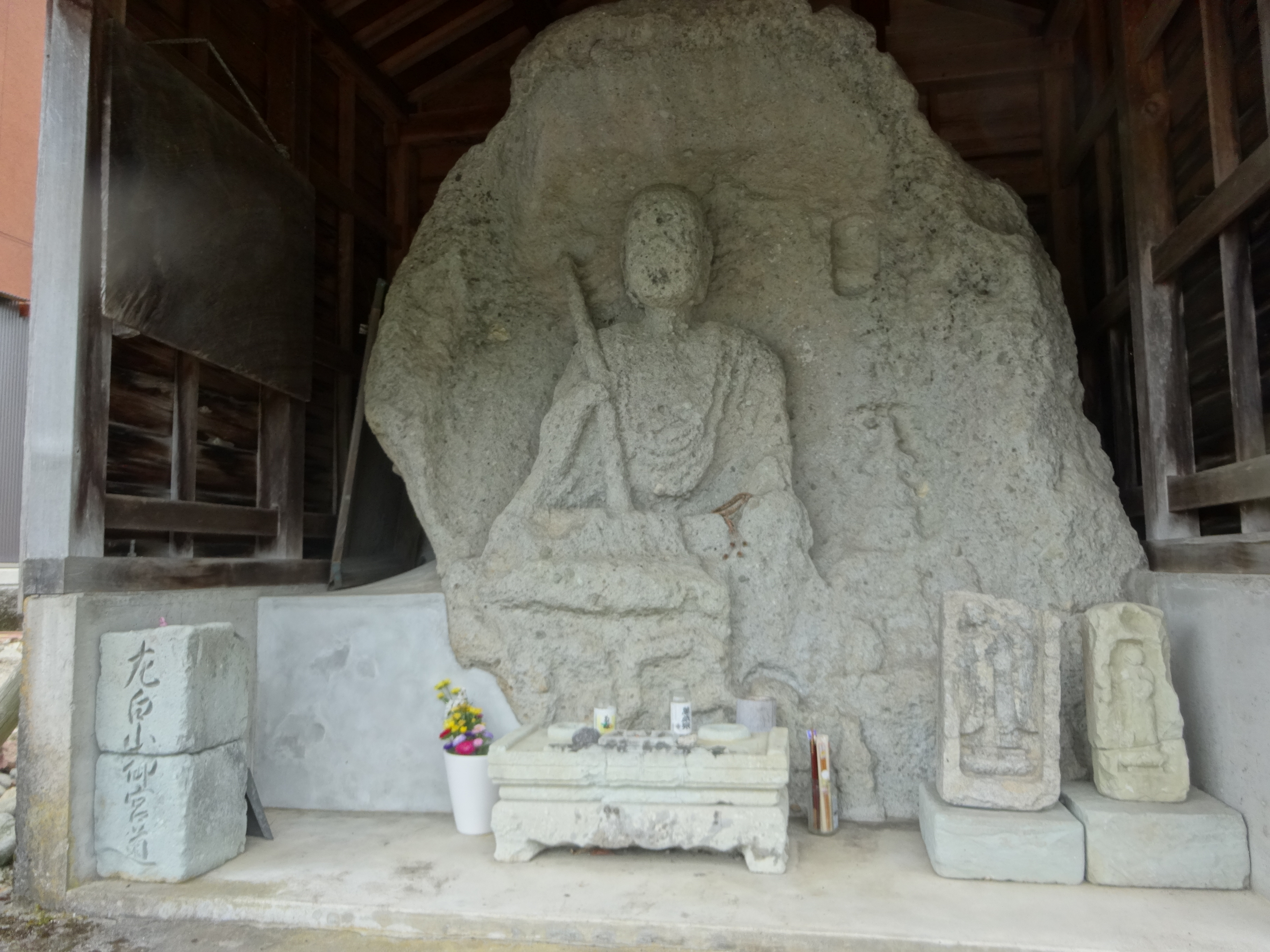
かたがり地蔵 伝泰澄作
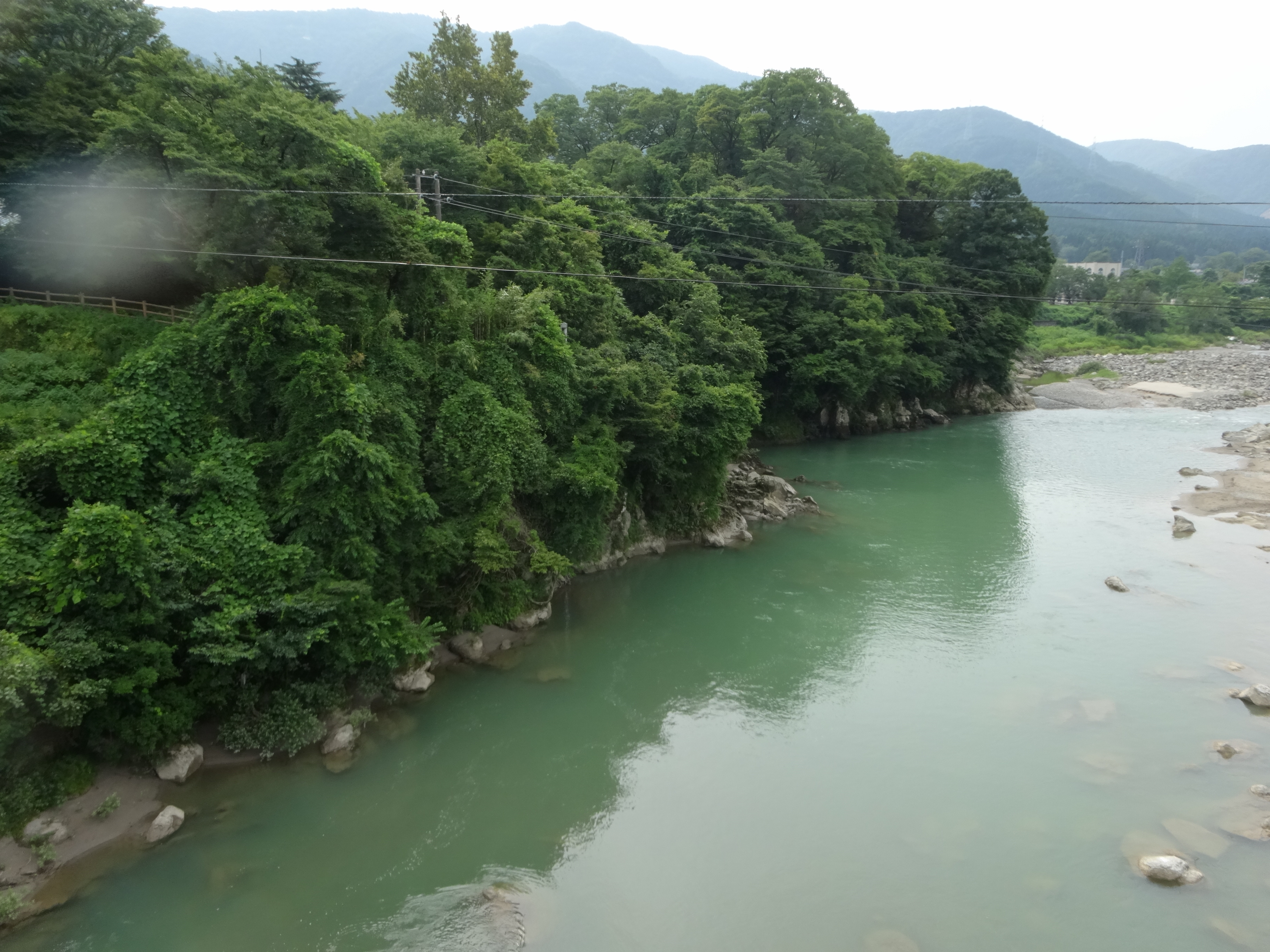
安久濤の淵
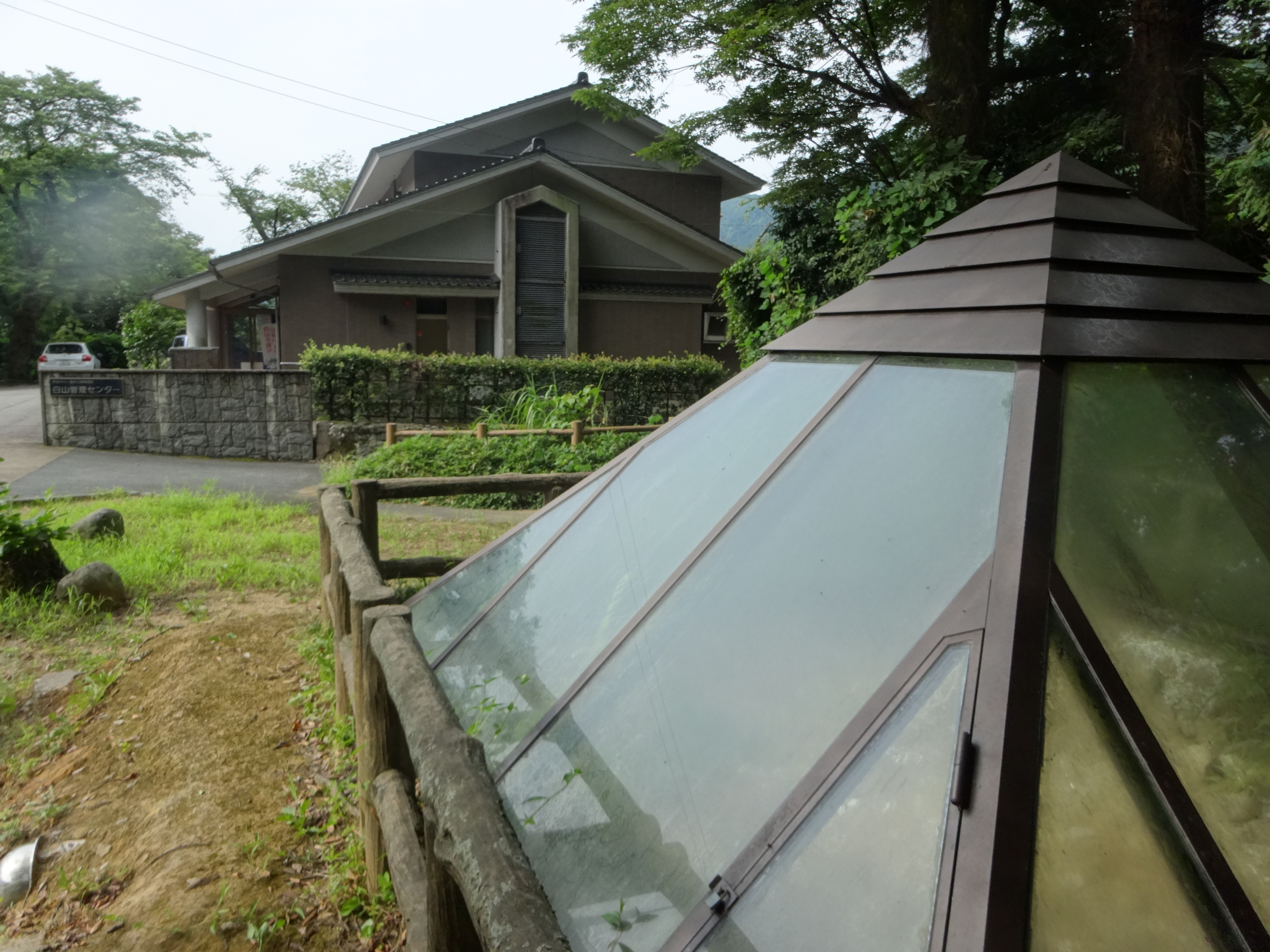
安久濤の森 祭祀のかわらけ中世遺跡

### 関係社
古くは境内・境外に多くの摂末社があった。

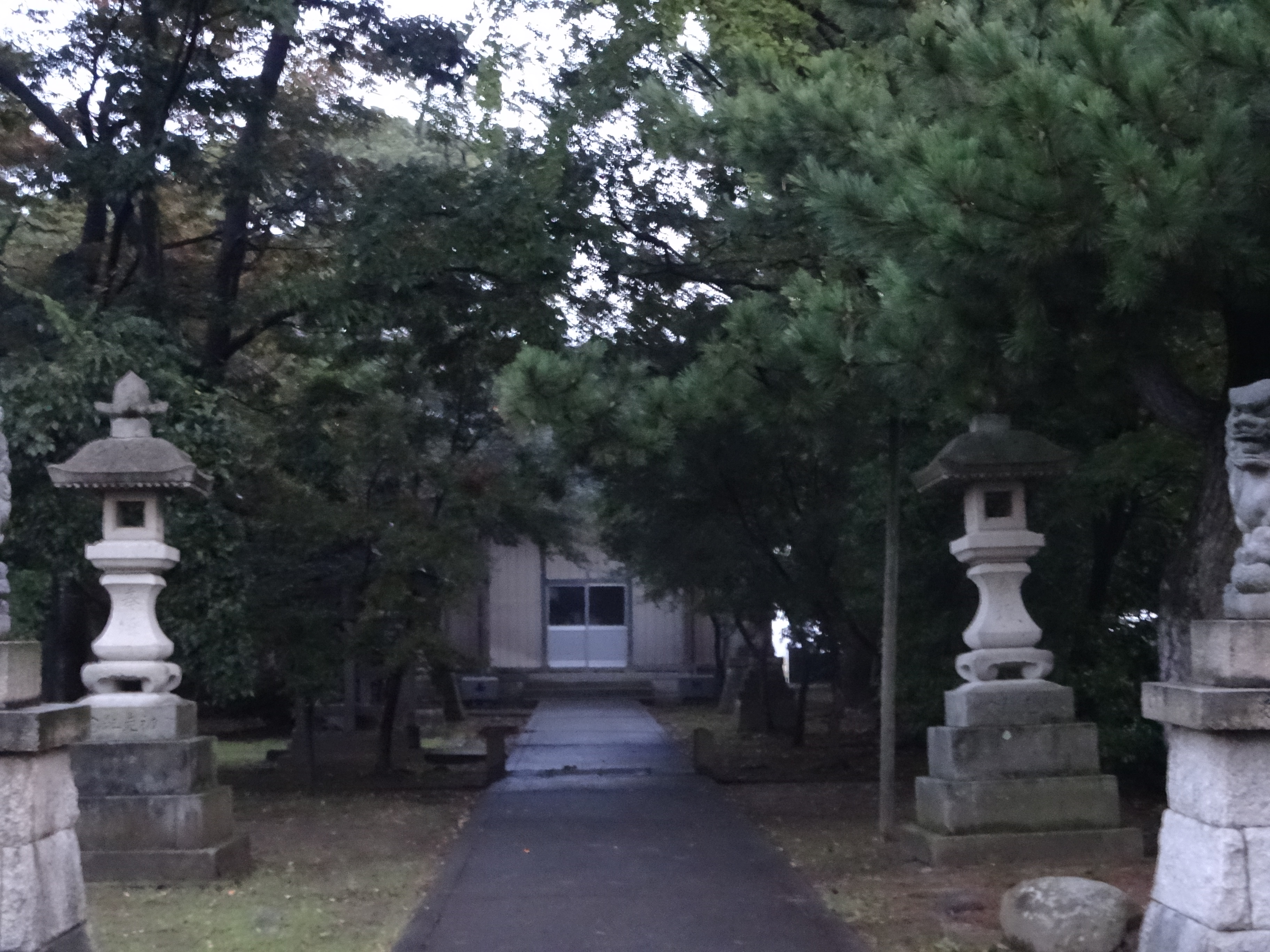
小白山神社

祭神は白山御子神・八幡大神。鎮座地 白山市小川町。勧請創建は慶雲3年（706年）、と云う。白山本宮による奉幣が隔年に斎行される。
- 小白山神社

### 境外社
- 境外社

河濯尊大権現堂。祭神は河濯尊（カハスソンサマ）。伝 泰澄大師作。難病、病魔退散の御利益神と云う。特に下半身の諸病を救う、と云う。

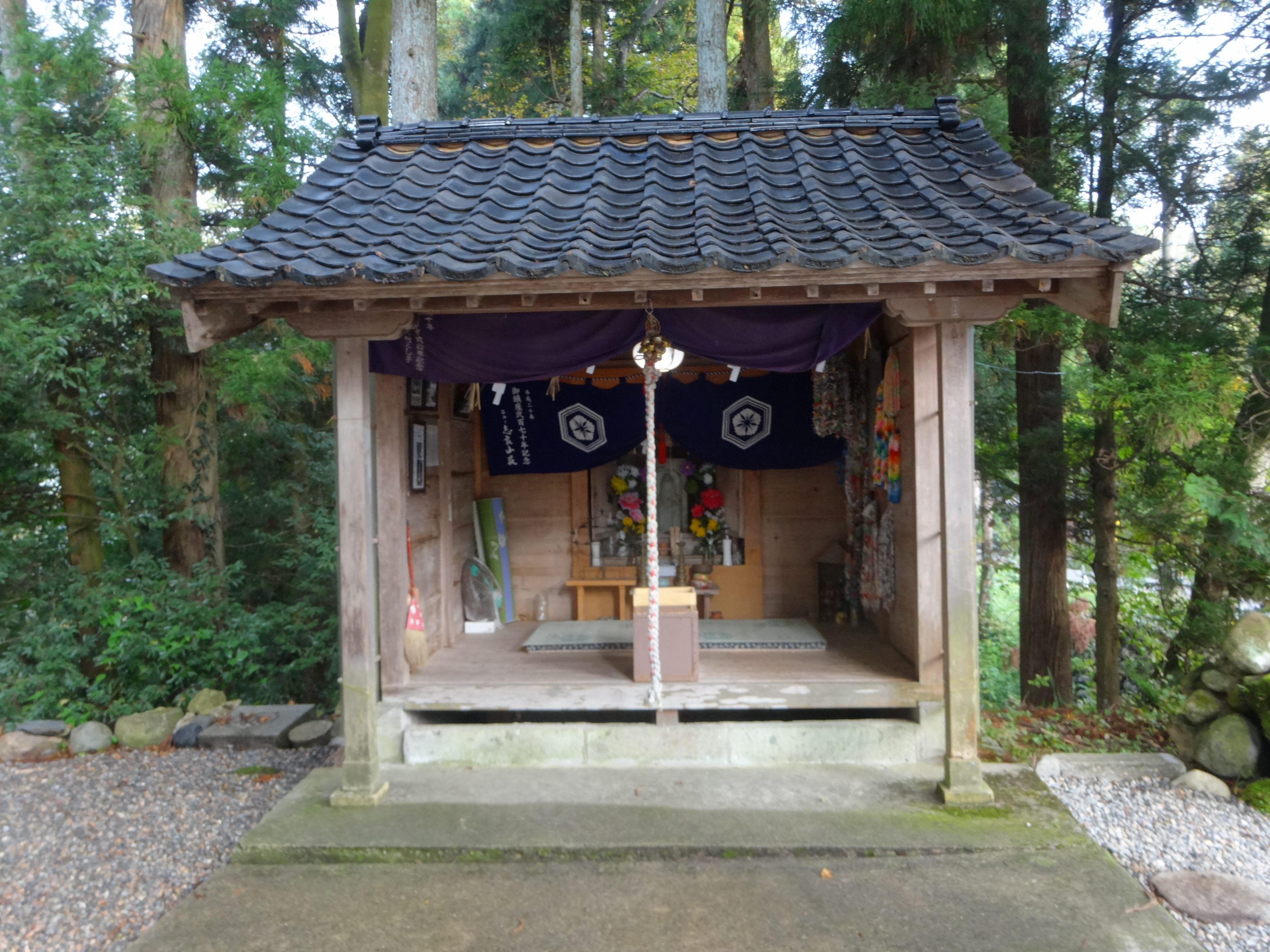
河濯尊大権現堂

## 文化財

### 国宝

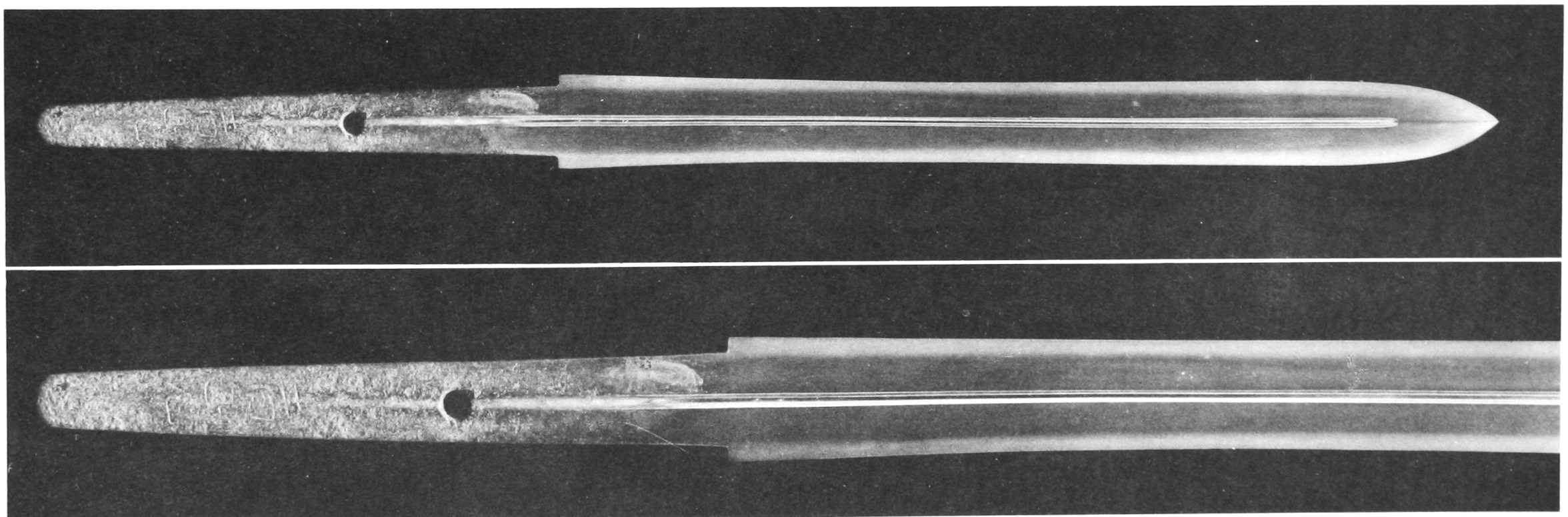
剣（銘 吉光、国宝）

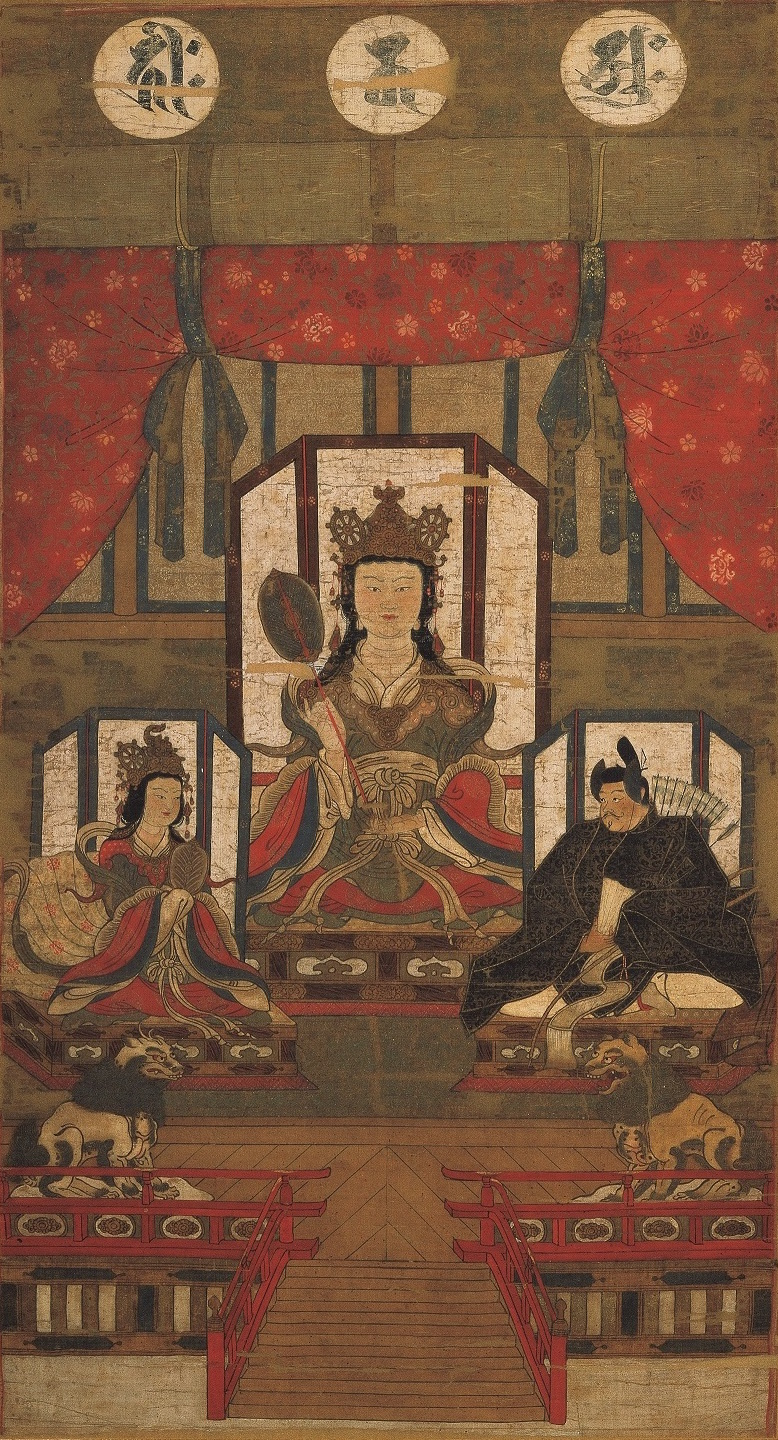
白山三社神像

- 剣（銘 吉光、通称 白山吉光）（工芸品） - 昭和27年3月29日指定[5]石川県立美術館に寄託。

### 重要文化財（国指定）
- 絹本著色白山三社神像（絵画） - 平成15年5月29日指定[6]。
- 木造狛犬 1対（彫刻） - 大正13年8月16日指定。
- 木造獅子狛犬 1対（彫刻） - 平成元年6月12日指定。
- 太刀（銘 長光）（工芸品） - 明治42年9月21日指定。
- 黒漆螺鈿鞍（工芸品） - 明治33年4月7日指定。
- 沈金彫手箱（工芸品） - 大正14年4月24日指定。
- 白山縁起（書跡・典籍） - 明治33年4月7日指定。
- 神皇正統記（書跡・典籍） - 大正5年5月24日指定。
- 三宮古記（古文書） - 明治33年4月7日指定。
- 白山宮荘厳講中記録（古文書） - 大正5年5月24日指定。

典拠：2000年（平成12年）までの指定物件については、『国宝・重要文化財大全 別巻』（所有者別総合目録・名称総索引・統計資料）（毎日新聞社、2000）による。

### 石川県指定文化財
有形文化財
- 本殿（建造物） - 平成19年12月25日指定。
- 刀剣 11口（工芸品） - 昭和35年5月27日指定。
- 太刀（銘 行光、附 後藤才次郎吉定総銀金具太刀拵及び前田利常奉納由来記載黒漆箱）（工芸品） - 昭和53年3月7日指定。
- 太刀（銘 加賀国金沢住兼巻作）（工芸品） - 昭和53年3月7日指定。
- 白山比咩神社文書 766点（古文書） - 昭和57年1月12日指定。

### 白山市指定文化財
名勝
- 境内参道 - 昭和52年12月28日指定。
- 安久涛の渕 - 昭和52年12月28日指定。

天然記念物
- 白山比咩神社の老スギ - 昭和52年12月28日指定。
- 白山比咩神社の大ケヤキ - 昭和52年12月28日指定。

## 現地情報
所在地
- 石川県白山市三宮町ニ105-1

交通アクセス
- 最寄駅：北陸鉄道石川線 鶴来駅から
  - 徒歩：約25分
  - バス：北鉄白山バス（白峰、瀬女、上野行き）・コミュニティバスめぐーる（つるぎ病院ルート）で「一の宮」バス停下車すぐ、めぐーる（白山ルート）で「三宮町」バス停下車すぐ
  - レンタサイクル：約10分（駅正面の鶴来支所でレンタル可能）
- IRいしかわ鉄道線 金沢駅から
  - バス：北鉄白山バス（白峰、上野行き）で「一の宮」バス停下車すぐ）
- IRいしかわ鉄道線 松任駅から
  - バス：北鉄白山バス（白峰行き）で「一の宮」バス停下車すぐ